# 24 (Fernsehserie)
24, auch 24 – Twenty Four, ist eine US-amerikanische Actionthriller-Fernsehserie, deren Ausstrahlung 2001 begann. Sie thematisiert Versuche der amerikanischen Regierung, terroristische Angriffe zu verhindern, Attentäter aufzuspüren und bis in Regierungskreise reichende Verschwörungen aufzudecken, wobei die handelnden Figuren wiederholt mit moralischen Dilemmata konfrontiert werden. Charakteristisch für die Serie, deren Staffeln 1 bis 8 je einen 24-stündigen, ununterbrochenen Zeitraum erzählen, sind die in Echtzeit ablaufende Handlung und Splitscreens. Die Idee zur Serie hatten Robert Cochran und Joel Surnow, dem Howard Gordon beginnend mit der fünften Staffel als Showrunner folgte.
Motiviert durch die politisch-gesellschaftliche Situation in den USA nach den Terroranschlägen am 11. September 2001 thematisierte die Serie ab der zweiten Staffel Bedrohungen durch Massenvernichtungswaffen. In der Handlung setzen vor allem Staatsbedienstete, darunter der von Kiefer Sutherland gespielte Protagonist Jack Bauer, Folter als Mittel zur Informationsgewinnung bei Vernehmungen ein, wenn es die Situation zu erfordern scheint und viele Menschenleben auf dem Spiel stehen. Für die Folterdarstellungen wurde die Serie heftig kritisiert, wobei unter anderem mit einer normalisierenden und befürwortenden Wirkung von Folter argumentiert wurde. US-Militärbedienstete gaben an, dass die Folterdarstellungen eine Vorbildwirkung auf im Irak stationierte US-Soldaten und im Gefangenenlager von Guantanamo Beschäftigte gehabt hätten. Juristen, Politiker und andere Interessenvertreter bewerteten die Darstellung von Terrorismusbekämpfung und Folter öffentlich. Bürgerrechtsorganisationen kritisierten, dass die Serie Muslime und Türken diskriminiere. Schauspielerleistungen, Authentizität und Inszenierung stießen bei Kritikern auf ein geteiltes Echo. Während sich die Serie in den USA mit streckenweise über 13 Millionen Zuschauern zu einem Erfolg für den Sender Fox entwickelte, blieb sie im deutschsprachigen Raum hinter den Erwartungen der meisten ausstrahlenden Sender zurück. Die Serie wurde über 200-mal für einen Preis nominiert. Zu den Auszeichnungen gehört die Prämierung mit je einem Golden Globe Award und einem Emmy Award für die beste Dramaserie und den besten Hauptdarsteller.
Bis 2010 entstanden 192 Episoden in acht Staffeln und ein Fernsehfilm (24: Redemption). Der mehrfach verschobene Produktionsbeginn eines auf der Serie basierenden Kinofilms wurde 2013 abgesagt. Fortgesetzt wurde 24 dafür 2014 mit der 12-teiligen Fernseh-Miniserie 24: Live Another Day, die auch als neunte Staffel gezählt wird.
Die Serie gilt vor allem mit Blick auf ihre Inszenierung und ihre Vermarktung als innovativ. Sie fand unter anderem durch Erwähnungen in Fernsehsendungen und Printmedien Eingang in die Populärkultur und wurde für Romane, Comics, Computerspiele und andere Merchandising-Produkte adaptiert. Die Ableger-Fernsehserie 24: Legacy mit einem neuen Hauptfigurenensemble wurde 2017 ausgestrahlt und nach nur einer Staffel wieder eingestellt. 2013 und 2016 wurden die ersten beiden Staffeln eines indischen Remakes von 24 ausgestrahlt.

## Handlung

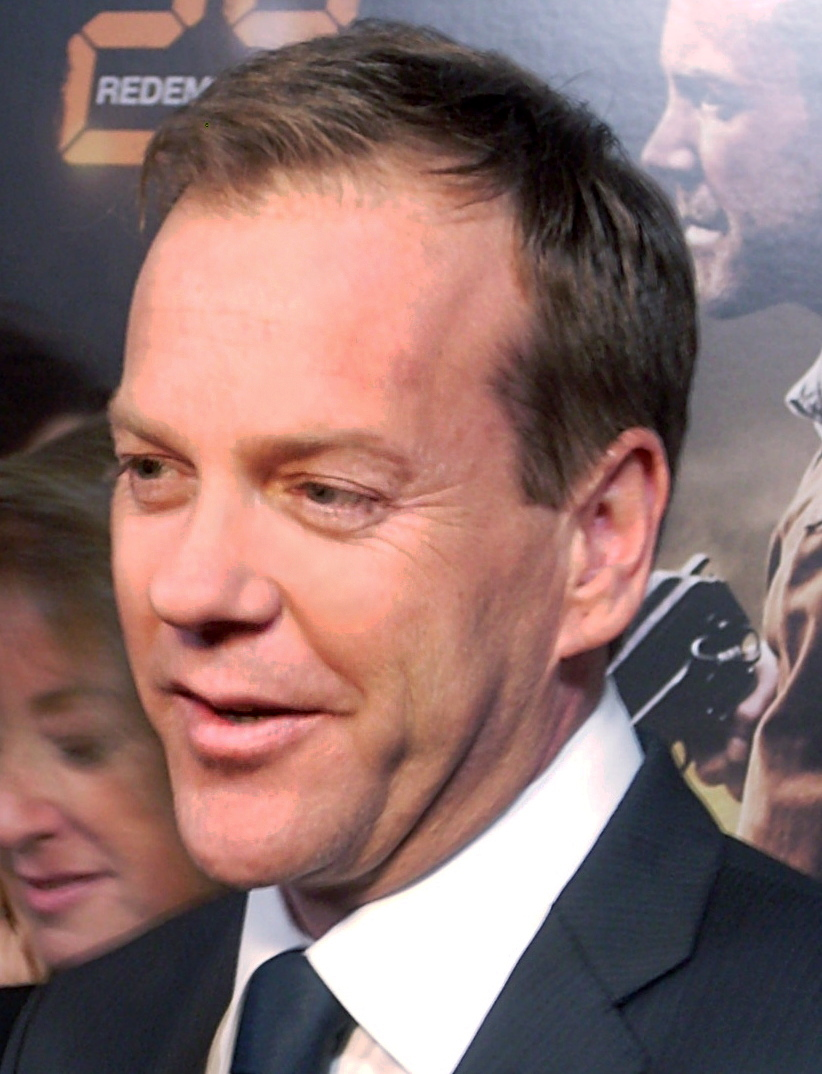
Bauer-Darsteller Kiefer Sutherland (2008)

Im Kern der Handlung stehen die fiktive US-amerikanische Anti-Terror-Einheit Counter Terrorist Unit (CTU), für die Jack Bauer, die Hauptfigur, als Bundesagent tätig ist, und – in Staffel 7 – das FBI. Jede 24-Staffel deckt eine 24-stündige Handlungsspanne ab und schildert die Geschehnisse üblicherweise aus drei Sichten: Erstens werden – mit besonderem Gewicht auf Bauer – die Bemühungen der Ermittlungsbehörde gezeigt. Zweitens spielt die Situation des US-Präsidenten (Staffeln 2–8) bzw. eines Präsidentschaftskandidaten (Staffel 1), seines Stabs und seiner Regierung eine zentrale Rolle. Drittens nimmt die Serie oft die Perspektiven der Gangster bzw. Terroristen ein, mit deren Verbrechen der Staatsapparat konfrontiert wird. In den ersten beiden Staffeln liegt der Fokus zudem auf Bauers Familie, vor allem seiner Tochter Kim. In der Serie werden Terroranschläge gegen die Vereinigten Staaten, ihre Institutionen und Repräsentanten thematisiert, ein weiterer Schwerpunkt sind Attentate und die Einflussnahme auf hochrangige politische Funktionsträger. In der Handlung sterben zahlreiche Menschen eines unnatürlichen Todes; allein Bauer tötet in den Staffeln 1 bis 8 etwa 270 Personen.
Staffel 1 beginnt und endet um Mitternacht und spielt am Tag der kalifornischen Vorwahlen zur US-amerikanischen Präsidentschaft. Jack Bauers Auftrag ist es, den Senator David Palmer vor einer Verschwörung zu schützen, die zum Ziel hat, Palmer zu ermorden. Zudem geraten Bauers Tochter Kim und seine Frau Teri in die Fänge der Verschwörer, die sich für Bauers und Palmers Verwicklung in eine geheime Mission auf dem Balkan rächen möchten.
Staffel 2 spielt 18 Monate nach dem ersten Tag, beginnt um 8 Uhr morgens und handelt von den Bemühungen der CTU, die Explosion einer Atombombe in Los Angeles zu verhindern sowie US-Präsident Palmer dabei zu helfen, die Verantwortlichen zu finden. Zugleich gilt es, einen unbegründeten Krieg zwischen den USA und drei Staaten im Nahen Osten zu verhindern. Bauers Tochter Kim ist mit ihrer Pflegetochter auf der Flucht vor deren gewalttätigem Vater.
Staffel 3 spielt drei Jahre nach der zweiten Staffel und beginnt um 13 Uhr. Bauer ist seit verdeckten Ermittlungen in einem mexikanischen Drogenkartell heroinabhängig und infiltriert die Gruppe erneut, um zu verhindern, dass tödliche Viren freigesetzt werden. Präsident Palmer wird mit privaten Enthüllungen konfrontiert, die seine Wiederwahl gefährden. Später ist Palmer gezwungen, mit dem Terroristen Stephen Saunders zu kooperieren und ihn davon abzuhalten, die Viren freizusetzen.
Staffel 4 spielt 18 Monate nach der dritten Staffel und beginnt um 7 Uhr morgens. Nachdem der US-Verteidigungsminister und seine mit Bauer liierte Tochter durch Terroristen entführt werden, arbeiten Bauer und die CTU an deren Befreiung. Daraufhin führen dieselben Terroristen weitere Angriffe gegen die USA durch, durch die es in einem Atomkraftwerk zu einer Kernschmelze kommt, der US-Präsident amtsunfähig wird und es in der Folge zu diplomatischen Verwicklungen mit China kommt.

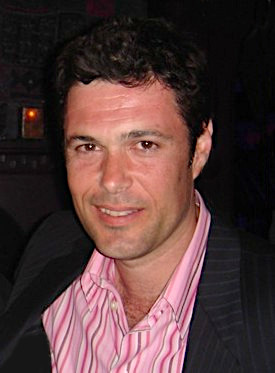
Carlos Bernard, Darsteller des Tony Almeida

Staffel 5 spielt, ebenfalls um 7 Uhr morgens beginnend, weitere 18 Monate später. Bauer gilt offiziell als tot und nur wenige seiner engsten Vertrauten wissen, dass er lebt. Als jedoch einige dieser Freunde – unter ihnen der ehemalige US-Präsident David Palmer – ermordet werden und Bauer selbst in eine Falle gerät, ist er gezwungen, seine Deckung aufzugeben. Zugleich stehlen Terroristen mit Verbindungen in die US-Regierung Nervengas mit dem Ziel, die Interessen der US-Ölindustrie in Asien zu schützen. Während Bauer versucht, sie zu stoppen und die Mörder seiner Freunde zu fassen, entdeckt er eine Verschwörung, in die höchste Regierungskreise involviert sind.
Staffel 6 beginnt 20 Monate nach der fünften Staffel um 6 Uhr morgens. Da Terroristen planen, in den Vereinigten Staaten nukleare Sprengsätze explodieren zu lassen, arbeitet die CTU mit der Hilfe des von Misshandlungen in einem chinesischen Gefängnis gezeichneten Jack Bauer daran, die Attentate zu verhindern. Später ist Bauer vor die Wahl gestellt zwischen seinen Freunden und der nationalen Sicherheit, als es die Chinesen auf ein Steuermodul abgesehen haben, das einen Krieg zwischen den Vereinigten Staaten und Russland auslösen könnte.
Zu einem ungenannten Zeitpunkt zwischen der Handlungszeit der sechsten und der siebten Staffel wird die CTU durch die US-Regierung aufgelöst.
Der Fernsehfilm Redemption handelt, dreieinhalb Jahre nach der sechsten Staffel und zwischen 15 Uhr und 17 Uhr spielend, von Jack Bauers Bemühungen, im fiktiven afrikanischen Staat Sangala gegen einen militärischen Putsch vorzugehen, und von der Amtseinführung der neuen US-Präsidentin.
Staffel 7 spielt 65 Tage nach Redemption und beginnt um 8 Uhr morgens. Bauer wird wegen seiner Vernehmungsmethoden von einem Senatsausschuss in Washington, D.C. verhört. Anschließend assistiert er dem FBI, als die Firewall, die die Computerinfrastruktur der US-Regierung schützt, von den sangalesischen Putschisten durchbrochen wird. Gemeinsam mit FBI-Mitarbeitern versucht Bauer, die Schuldigen dingfest zu machen, von denen einige sogar US-Präsidentin Taylors engstem Stab angehören. Die Putschisten greifen auch das Weiße Haus an. Außerdem plant ein privates Sicherheits- und Militärunternehmen, biologische Waffen auf US-Territorium auszulösen, während seine Hintermänner mit Tony Almeida kooperieren, Bauers ehemaligem Kollegen.
Staffel 8 spielt weitere 18 Monate später und beginnt um 16 Uhr. Bauer wird von der mittlerweile neu gegründeten CTU engagiert, um eine russische Verschwörung aufzudecken, die darauf abzielt, den islamischen Führer Omar Hassan während Friedensverhandlungen mit der US-Präsidentin zu ermorden. Da Russland durch die Verhandlungen seine Macht in Gefahr sieht, bringen islamistische Extremisten eine schmutzige Bombe für eine baldige Explosion in Stellung. Später beginnt Bauer, sich für die im Zuge einer Vertuschungsaktion der ehemaligen Regierung unter Charles Logan Getöteten zu rächen.
Live Another Day spielt vier Jahre nach der Handlung der achten Staffel. Die Echtzeit-Handlung beginnt um 11:06 Uhr vormittags, endet um 11 Uhr des Folgetages und beinhaltet zwischen 22:46 Uhr und 10:50 Uhr einen gut 12-stündigen Zeitsprung. Jack Bauer ist in London, um einen Terroranschlag auf den ebenfalls dort weilenden US-Präsidenten zu vereiteln. Die hauptverantwortliche Terroristin kapert US-Kampfdrohnen zum Einsatz gegen zivile Ziele. Bauers chinesischer Feind Cheng Zhi möchte die Vereinigten Staaten in einen Krieg stürzen und lässt dazu mit einem gefälschten Befehl an ein US-U-Boot einen chinesischen Flugzeugträger versenken. Nachdem Cheng auch Audrey hat ermorden lassen, wird er von Bauer enthauptet, der anschließend gezwungen ist, sich den Russen auszuliefern.

## Form und Stil
Die Serie wurde unterschiedlichen Genres zugeordnet, vor allem dem Thriller, aber auch der Seifenoper. Die auf die erste Staffel folgenden Staffeln wurden auch als Alternativweltgeschichte verstanden, ein Subgenre der Science-Fiction. Mitunter wurde die Serie – allerdings teilweise ohne die Verwendung des Begriffs Genre – zusammen mit Werken wie etwa Homeland dem „Spytainment“ zugeordnet, das heißt der Darstellung von Geheimdiensten in Unterhaltungsprogrammen und -literatur. Manche Rezipienten befanden, dass durch die Echtzeit-Idee ein völlig neues Genre erfunden worden sei.

### Struktur und Dramaturgie
Jede Episode spielt während einer Stunde. Die einzige Ausnahme hiervon bildet die finale Episode von Live Another Day, die, zwischen 22 und 11 Uhr spielend, einen zwölfstündigen Zeitraum überspringt. Die Pausen zwischen den üblicherweise vier Akten je Episode dienen – zumindest bei der US-Fernsehausstrahlung – den Werbespots und implizieren, dass die Handlung währenddessen unbemerkt weiterläuft. Die Episoden beginnen mit einem etwa zweiminütigen Rückblick auf Ereignisse aus zurückliegenden Episoden und in der ersten Staffel zusätzlich mit einer aus wenigen Sätzen bestehenden, im Staffelverlauf variierten Einführung, in der sich Bauer vorstellt und auf die Gefahren hinweist, in denen sich seine Familie und Senator Palmer befinden. Die Serienhandlung lässt sich in diesem Zusammenhang als Mehrteiler charakterisieren.
Die Serie verwendet zahlreiche Mittel zur Spannungserzeugung. Ein wesentliches solches Mittel ist die Countdown-Struktur beziehungsweise der Wettlauf gegen die Zeit. So steht oftmals das Auffinden einer bestimmten Person oder das Erlangen von Informationen bis zu einem spätestmöglichen Zeitpunkt im Mittelpunkt des Geschehens. Episodenübergreifend spannungserzeugend sind die Cliffhanger; sie werden vor den Werbepausen und am Episodenende regelmäßig eingesetzt, teilweise auch am Staffelende. Durch die Vielzahl der Handlungsstränge – durchschnittlich sechs pro Episode – und die Dauer der Szenen – jede dauert nur etwa ein bis drei Minuten – ist die Erzählweise von einem hohen Maß an Kleinteiligkeit, Dichte und Tempo geprägt. Dadurch gibt es eine Vielzahl an Wendepunkten. Um solche handelt es sich etwa, wenn Figuren innerhalb der Handlung wiederholt die Seite wechseln, enge Freunde als tödliche Gegner enthüllt werden und zentrale Charaktere plötzlich getötet werden. Spannung wird zudem erzeugt durch das Spiel mit dem Verdacht, dass die Figuren nicht die sind, die sie vorgeben zu sein. Häufig erfahren die Zuschauer schon, wer der Verräter ist, noch bevor er als solcher enttarnt wird oder sich als solcher zu erkennen gibt. Dies wird auch deutlich an Maulwürfen innerhalb der CTU und anderen Institutionen des US-Regierungsapparates. Wesentlich für das Erleben von Spannung durch die Zuschauer ist zudem ihre oft durch die familiären Probleme der Figuren zustande kommende emotionale Bindung an die Protagonisten.
In Bezug auf Spannung und Tempo der Handlung wurden zahlreiche Vergleiche angestellt. Pfister (2011) zufolge funktioniere die Serie „wie Heroin“, da sie inszenatorisch einem Reiz-Reaktions-Muster folge, dementsprechend sie den Zuschauer süchtig zu machen versuche, indem sie sein Verlangen nach Spannung bedient. Widmann (2005) bezeichnete die Handlung als bestehend aus lauter MacGuffins, also aus lauter die Geschichte vorantreibender Vorwände.

### Visueller und akustischer Stil
Die Uhrzeit, zu der sich die Handlung gerade abspielt, wird zu Beginn und am Ende jedes Aktes als eine mit metallischem, schrillem Klang und sekündlich tickende Digitaluhr auf einem Splitscreen angezeigt. Eine kleinere, geräuschlose Digitaluhr und mitunter weitere Splitscreens werden sporadisch während der Handlung eingeblendet. Die Splitscreens bestehen in der Regel aus je drei bis fünf Fenstern und zeigen die aktuellen, simultan ablaufenden Handlungsstränge und die darin handelnden Figuren. Oft geben sie dem Zuschauer einen Wissensvorsprung und steigern so die Spannung. Da sie die Gleichzeitigkeit der Geschehnisse betonen, wurden die Splitscreens unter anderem als visuelle Metapher für die Abläufe im Berufs- und Privatleben innerhalb der westlichen Gesellschaft verstanden. In Bezug auf die Darstellung mehrerer Handlungsstränge auf einem Bild wurde die Serie als ein „Drama für das Zeitalter des Informationsüberflusses“ verstanden.
Die Kamera wird oft wackelig und nervös geführt. Zum Einsatz kommen häufig Over-the-shoulder-Shots, bei denen der Zuschauer von hinten einen Teil von Kopf und Schulter einer Figur sowie deren Blickfeld sieht, und Variationen von Eye-line shots, in denen der Zuschauer zum Beispiel zunächst eine Figur von hinten, an ihrem Computer sitzend sieht und anschließend den Computerbildschirm. Die Wissenschaftlerinnen Birk und Birk (2005) hoben die eingesetzten Varianten von Eye-line shots als innovativ hervor. Die Musik ist elektronisch und passt sich permanent an Handlung und Atmosphäre an.

## Entstehungsgeschichte

### Idee und frühe Produktionsphase
Der US-Drehbuchautor und -Produzent Joel Surnow hatte einst die Idee zu der 1997 gestarteten, kanadischen Fernsehserie Nikita, die von der Arbeit einer Geheimagentin handelt. Als sich im Jahr 2000 das Ende der Serie abzeichnete, begann er mit seinem langjährigen Kollegen Robert Cochran mit der Suche nach einer Idee für eine neue Fernsehserie. Surnows Idee war es, sie innerhalb eines 24 Stunden währenden Zeitraums in Echtzeit spielen zu lassen. Er beabsichtigte, eine Situation zu finden, in der den Figuren weder Zeit zum Schlafen noch zum Essen bleibt und in der persönliche und berufliche Probleme aufeinandertreffen. Aus den Überlegungen, in denen Surnow und Cochran auch einen Hochzeitstag eines jungen Paares in Betracht zogen, bildete sich schließlich Terrorismusbekämpfung als Thema heraus. Nachdem der Fernsehsender FX das Konzept kostenbedingt abgelehnt hatte, stellten Surnow und Cochran es dem Sender FOX vor. Vor allem, weil die Führungspersonen des Senders von Kiefer Sutherland als Hauptdarsteller rasch überzeugt waren, stimmten sie der Produktion einer Pilotepisode zu. Sie wurde im März 2001 gedreht und anschließend einem Testpublikum vorgeführt, das sie positiv beurteilte. Nachdem sich angesichts der Pilotepisode und des Serienkonzeptes Skepsis in der FOX-Führungsriege zu verbreiten begann – unter anderem befürchtete man eine mangelnde Charakterisierung der Figuren –, setzte die FOX-Chefin Gail Berman die Produktion einer ersten Staffel durch. Die neue Serie verglich sie dabei befürwortend mit der Reality-TV-Show Survivor; zudem beschrieb sie sie als „Seifenoper für Männer“. Howard Gordon wurde als Produktionsleiter verpflichtet.

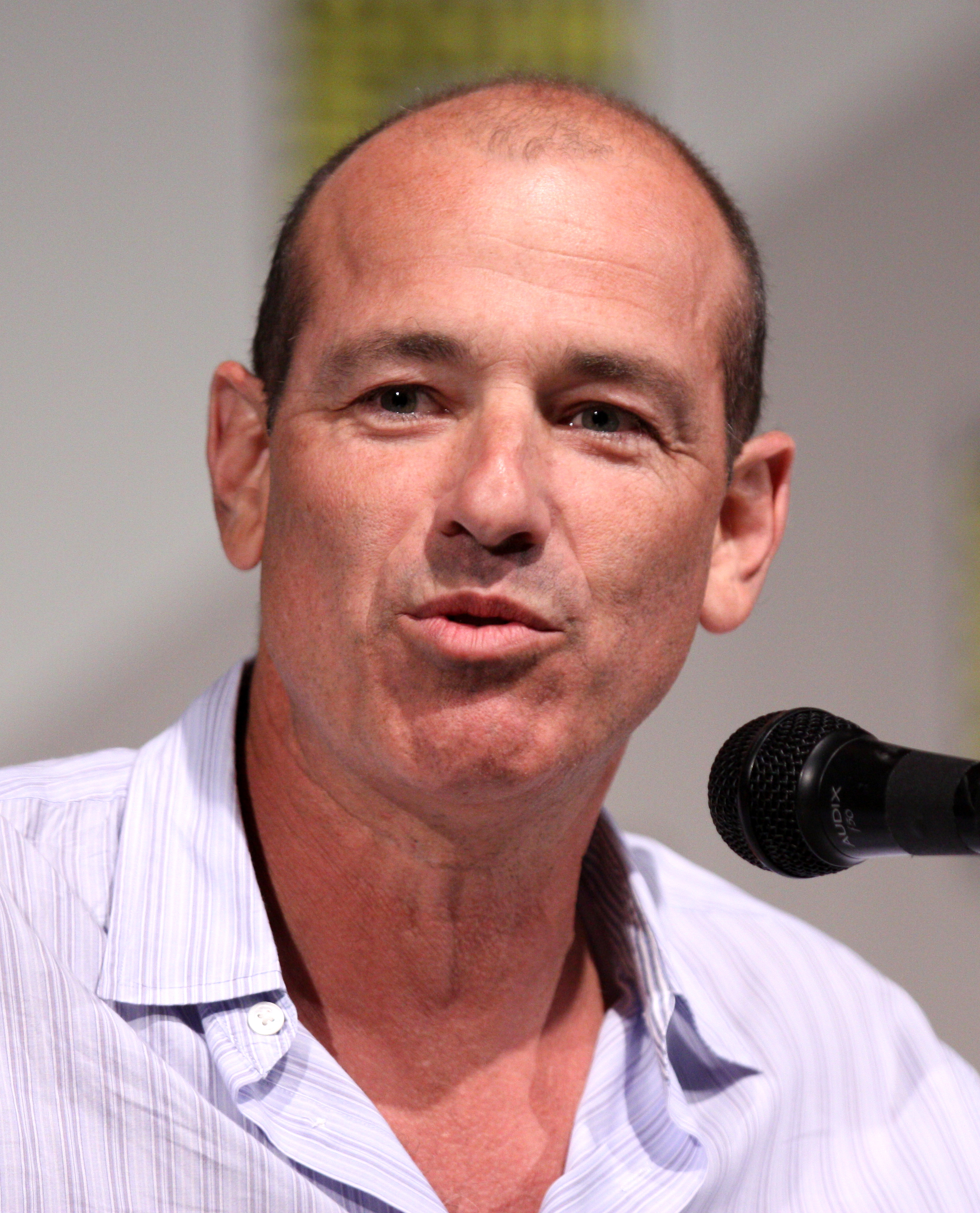
Drehbuchautor und späterer Showrunner Howard Gordon

Um die Resonanz des Fernsehpublikums abzuwarten, bestellte FOX für die erste Staffel – zusätzlich zur Pilotepisode – zunächst nur 12 Episoden. Deren Produktion begann im Juli 2001. Für den Fall, dass die Serie nicht fortgesetzt wird, sollte die 13. Episode als Staffelfinale dienen. Bereits nach der Erstausstrahlung der dritten Episode beauftragte der Sender die Herstellung der restlichen elf Episoden der Staffel. Vor Produktionsbeginn der zweiten Staffel ließ FOX einen Drehbuchentwurf für eine Staffel mit inhaltlich abgeschlossenen Episoden verfassen, weil der Sender befürchtete, dass die offenen Enden der Episoden später hinzukommende Zuschauer abschrecken und dass sich die Serie so im Rahmen der Syndikation schlechter verwerten lasse. Die Produzenten entschieden sich jedoch – auch nach dem Einspruch Kiefer Sutherlands – für das bisherige und gegen ein „konventionelles“ Format.

### Stab und weiterer Produktionsprozess
Zu den Drehbuchautoren, die in den Credits der Staffeln 1 bis 8 genannt werden, gehören neben Surnow (30 Episoden) und Cochran (27) 22 Personen, darunter Howard Gordon (52 Episoden sowie Redemption), Michael Loceff (42), Evan Catz (41), Alex Gansa (10), Peter M. Lenkov (4) und – in der siebten und achten Staffel – der als Star-Trek-Autor erfahrene Brannon Braga (16). Nach der vierten Staffel übertrug Surnow die bis dahin von ihm wahrgenommene Funktion des Showrunners an Howard Gordon. Zur Begründung dafür wurde Surnow sowohl damit zitiert, dass er Folter gegenüber abgeneigt sei, als auch damit, dass er den Inhalt der Serie als sich selbst wiederholend empfand.
Bei der Pilotepisode und weiteren elf Episoden der ersten Staffel führte Stephen Hopkins Regie, der vor seiner Arbeit für 24 noch keine Erfahrung mit der Inszenierung von Fernsehserien hatte. Neben Surnow und Cochran war er maßgeblich daran beteiligt, den visuellen Stil der Serie zu prägen. Unter anderem war es seine Idee, die Splitscreens zum Betonen von Dringlichkeit einzusetzen. Er wirkte auch an den Drehbüchern der ersten Staffel mit. Wegen Meinungsverschiedenheiten mit Surnow und Cochran – vor allem über die Ermordung der Figur Teri Bauer, aber auch wegen der geplanten politischen Ausrichtung der zweiten Staffel – kündigte Hopkins nach der ersten Staffel. Als Hauptregisseur ersetzte ihn Jon Cassar, eines von vielen, vor allem kanadischen Stabsmitgliedern, die mitverantwortlich für die Serie Nikita waren. Er wurde mit 59 Episoden zum meisteingesetzten Regisseur und inszenierte auch den Fernsehfilm Redemption. Mit 46 Episoden ebenfalls häufig als Regisseur eingesetzt wurde Brad Turner. Zu den Regisseuren gehörten außerdem Winrich Kolbe, Nelson McCormick, Dwight H. Little und Davis Guggenheim (je 2 Episoden).
Ein besonderes Augenmerk lag während des Produktionsprozesses auf der Geheimhaltung der zukünftigen, noch nicht im Fernsehen ausgestrahlten Handlung. Zu diesem Zweck war das Unterzeichnen einer Geheimhaltungsvereinbarung für die Stabsmitglieder und Schauspieler Pflicht. Drehbücher wurden auf rotem Papier gedruckt, um Kopien zu vermeiden.
Gewöhnlich stimmten sich die Autoren, die während der Produktion einer Staffel zum Drehbuchautorenteam gehörten, über die Drehbücher miteinander ab, ehe sie sie allein oder paarweise weiter ausarbeiteten. Sie konzipierten die Handlungsstränge stets für sechs bis acht aufeinanderfolgende Episoden. Sie ließen sich für die Folterszenen teilweise von den Schauplätzen und von Requisiten inspirieren. Ihnen lagen mehrere Exemplare des von 1963 stammenden CIA-Handbuchs KUBARK Interrogation Manual vor, das Anweisungen für Verhöre enthält.
Bedingt durch die jahreszeitlich unterschiedliche Dauer von Tages- und Nachtzeit und den Beginn der Handlung um Mitternacht ergaben sich bei den Dreharbeiten zur ersten Staffel logistische Probleme. Aus diesem Grund ließ man die Handlung der folgenden Staffeln nicht mehr nachts beginnen. Es wurden stets zwei Episoden zusammen und innerhalb von etwa 15 Tagen gedreht. Die durchschnittliche Drehzeit einer Staffel dauerte neun Monate. Täglich entstand Filmmaterial im Umfang von etwa acht Drehbuchseiten. Es wurden pro Staffel etwa 1,22 Kilometer Filmmaterial gedreht. Szenen, die am selben Schauplatz spielen, aber für verschiedene Episoden vorgesehen waren, wurden oft auf einmal gedreht.
Das Produktionsteam arbeitete eng mit dem US-Militär zusammen, um Nutzungs- und Drehgenehmigungen zu erhalten. Zum Beispiel erlaubte die US-Navy den Dreh von Szenen, die für die fünfte Staffel entstanden, an Bord eines ihrer Atom-U-Boote. Im Gegenzug für die Hilfe des Militärs wurden bei der US-Fernsehausstrahlung der Serie auch kurze Werbefilme des Militärs gesendet. Im Rahmen der Produktion half der CIA-Mitarbeiter und Ex-Geheimdienstagent Chase Brandon dabei, eine möglichst realistische Umgebung zu schaffen. Brandons Arbeit war Teil der von der CIA in der Mitte der 1990er Jahre begonnenen Bemühungen, ihr Erscheinen in Film und Fernsehen realistischer und unbedrohlicher als zuvor wirken zu lassen.
Die meisten Sets wurden zunächst als 3D-Bilder erstellt, ehe sie als reale Kulissen erbaut wurden. Das gilt zum Beispiel für den unter dem Weißen Haus befindlichen Luftschutzbunker in der sechsten Staffel. Als 3D-Bilder entstanden zudem Szenen mit der Air Force One und anderen Flugzeugen. Um eine möglichst realitätsnahe Wirkung zu erzielen, entstanden keine Überblendungen, Zeitschleifen oder Zeitlupenszenen. Mit dem gleichen Ziel kamen echte, ungeladene Handfeuerwaffen – in der zweiten Staffel etwa solche von Heckler & Koch – zum Einsatz. Zur Wahrung der Kontinuität trugen die Schauspieler bei den Dreharbeiten im überwiegenden Teil der Episoden pro Staffel die identische Kleidung und die identische Frisur, außerdem wurde ihr Kopfhaar zu diesem Zweck in 5-tägigen Abständen geschnitten.
Von Beginn an drehte man die Serie ausgerichtet auf die Ausstrahlung im 16:9-Bildformat, was zur damaligen Zeit noch ungewöhnlich für Fernsehserien war. Die Serie wurde häufig handgeführt und mit schwacher Beleuchtung gefilmt. Deshalb sollte die Möglichkeit, die Farben nachträglich zu korrigieren, gewahrt werden. Zu diesem Zweck kam ein Negativfilm-Material von Kodak zum Einsatz, das für Aufnahmesituationen mit wenig Licht konzipiert ist. Zumindest bis zur fünften Staffel filmte man überwiegend mit 35-mm-Film. Dies diente dazu, mit veränderbarer Schärfentiefe filmen zu können und so die Konzentration des Zuschauers auf das Objekt zu lenken, auf das die Kamera fokussiert ist. Damit versuchte man, Nachteile zu vermeiden, die beim Filmen mit Digitalkameras und in HD auftreten können. Dennoch wurden – erstmals bei der letzten Episode der vierten Staffel – einige Szenen mit hochauflösenden Digitalkameras gedreht.
Um zu erreichen, dass alle Szenen jeder Staffel so wirken, als seien sie am selben Tag gefilmt worden, erstellte man das Filmmaterial bevorzugt kontrastarm und führte man ausgiebige Farbkorrekturarbeiten durch. Dies gilt besonders für Außenaufnahmen und Spezialeffekte. Verantwortlich für Farbkorrekturarbeiten, für Compositing und für einfache visuelle Effekte war die kalifornische Firma Level 3 Post. Mit der Realisierung komplexerer Effekte wurden verschiedene Firmen im Raum Los Angeles beauftragt. Dazu zählten die Firmen Zoic Studios, die den in der sechsten Staffel gezeigten Atompilz generierte, und Stargate Studios. Zumindest in der achten Staffel enthaltene Szenen, in denen Hubschrauber landen und starten, wurden zunächst im kalifornischen Produktionsstudio gefilmt. Mit der Greenscreen-Technik wurde der grüne Hintergrund anschließend durch am Handlungsort New York gefilmtes, aus der Backlot-Sammlung von Stargate Studios stammendes, Archivmaterial ersetzt.
Mit der Absicht, die Handlung permanent voranzutreiben, entfernte man beim Schnitt jede Szene ohne neue Aussage. Für den Schnitt kam Technik von Avid zum Einsatz. Aus der Pilotepisode schnitt man vor deren US-Erstausstrahlung infolge der Terroranschläge vom 11. September 2001 eine Einstellung heraus, die eine explodierende Boeing 747 zeigt. Als Konsequenz aus Zuschauerreaktionen wurden zumindest in die zweite Staffel wesentlich weniger Splitscreens integriert als in die erste Staffel.
Die siebte Staffel wurde im Rahmen einer Initiative der News Corporation produziert, die zum Ziel hatte, klimaneutral zu werden, und durch die Emissionen – unter anderem bei den Dreharbeiten und bei den Spezialeffekten – verringert werden sollten (siehe Hauptartikel: Staffel 7).

### Schauplätze und Drehorte

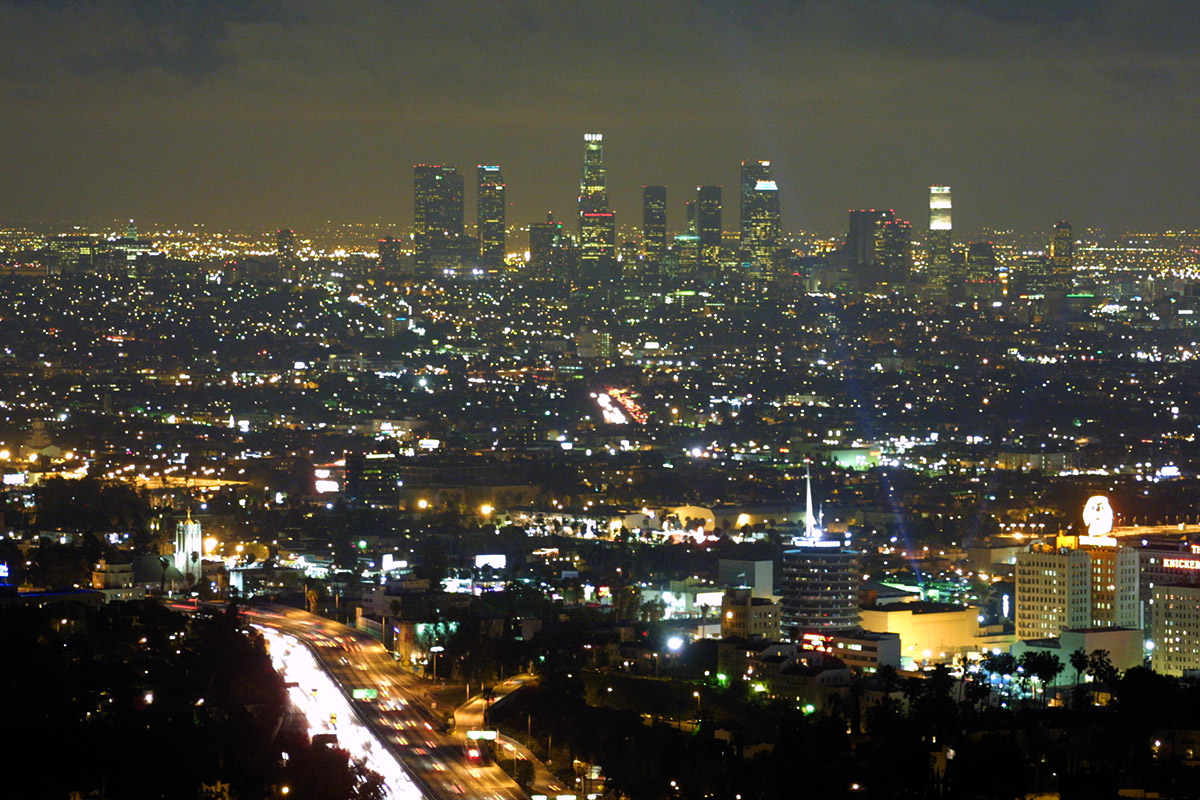
Los Angeles

Einer Angabe aus dem Jahr 2004 zufolge entstanden etwa 70 Prozent der Spieldauer an den Schauplätzen, vor allem in der Gegend um Los Angeles. Zu den Außenschauplätzen zählten vor allem Rangierbahnhöfe, Industriegebiete, Freeways und Parkhäuser. Die Außendrehs der siebten Staffel fanden am Handlungsort Washington, D.C. statt, die von Redemption überwiegend in Südafrika. Obwohl die achte Staffel in New York City spielt, wurde zur Begrenzung des Budgets nicht dort gedreht, sondern in Los Angeles. Drehort der meisten Außen- und Innenaufnahmen von Live Another Day war London.
In Los Angeles wurden die Innenaufnahmen, vor allem die in der CTU spielenden, der ersten drei Staffeln im Stadtteil Woodland Hills gedreht, die der Staffeln 4, 5 und 6 in einer ehemaligen Fabrik im Stadtteil Chatsworth. Mit der Verlagerung des Drehortes zwischen der dritten und der vierten Staffel bezweckte man unter anderem, während der Dreharbeiten über eine störgeräuschärmere Akustik und über mehr Platz für die Beleuchtung zu verfügen.
Die auf den US-Präsidenten fokussierten Handlungsstränge spielten oft außerhalb des Oval Office und des Weißen Hauses, beispielsweise in Hotels oder Bunkern. Damit verfolgten die Erschaffer die Absicht, der Serie Individualität gegenüber Konkurrenzproduktionen zu verleihen.

### Budget, Sponsoring und Produktplatzierung
Das Budget betrug für die Pilotepisode etwa 4 Millionen US$ und für die weiteren Episoden der ersten Staffel durchschnittlich etwa 1,5 Millionen US$. Die Episoden der zweiten Staffel waren mit durchschnittlich 2,2 Millionen US$ budgetiert. Bis zur achten Staffel stieg das Budget auf etwa 5 Millionen US$ pro Episode und war damit etwa doppelt so hoch wie das anderer Dramaserien US-amerikanischer Networks.
Die Produktion der Serie wurde zu einem bedeutenden Teil durch Produktplatzierung und Sponsoring finanziert. Im Rahmen eines 2002 abgeschlossenen Werbevertrags, dem zur damaligen Zeit umfassendsten seiner Art, zahlte Ford für das Sponsoring der zweiten Staffel je nach Quelle zwischen 1,5 und 5 Millionen US-Dollar an FOX. Vertragsbedingt handelt es sich bei den in vielen Episoden – vor allem der zweiten und dritten Staffel – gefahrenen und gezeigten Autos um Ford-Fahrzeuge, oft um SUVs; zudem wurden die Premierenepisoden der zweiten und dritten Staffel – mit Ausnahme von mehrminütigen Ford-Werbefilmen vor Episodenbeginn und nach -ende – werbefrei ausgestrahlt. An der Produktplatzierung von Kraftfahrzeugen waren zudem Toyota, Hyundai und – erstmals in Live Another Day – Chrysler beteiligt. Die Produktplatzierung umfasste außerdem Verizon-Telefone, Apple-Computer, Telepresence-Software von Cisco Systems sowie Technik von Dell, Sprint Nextel und Nikon. Gesponsert wurde die Serie außerdem durch die Versicherungsfirma Allstate, für die der Darsteller Dennis Haysbert auch als Werbeträger aktiv war.
Mit Blick auf Produktplatzierung und Markenerweiterung wurde der Serie eine Vorreiterrolle zugeschrieben, zum Beispiel durch das US-Marketing- und Medienmagazin Advertising Age (2007). Das Magazin Variety hob in dem Zusammenhang hervor, dass die Integration von werbetreibenden Firmen in das Drehbuch an Bedeutung zugenommen habe, weil sich die Möglichkeiten des Zuschauers, traditionelle Werbespots zu vermeiden, durch die Vermehrung der Vertriebswege vergrößert habe.

### Inhaltliche Neuausrichtung und Produktionspause
Zu Beginn des Jahres 2007 kam es zu öffentlichen Diskussionen, in denen der Serie auch vorgeworfen wurde, sie glorifiziere Folter (siehe auch Abschnitt Kontroverse um Vorbildwirkung der Folterdarstellung). Unzufrieden mit dieser Situation, verfolgten der Sender FOX und die 24-Produzenten daraufhin die Absicht, die Serie inhaltlich neu auszurichten und dabei auch dem Vorwurf der Glorifizierung von Folter entgegenzuwirken. Die Drehbuchautoren entwickelten mehrere Szenarien zur Ausrichtung der zukünftigen Handlung (siehe Hauptartikel: Staffel 7). Dabei verwarfen sie beziehungsweise FOX unter anderem die Ideen, Jack Bauer für seine Folterhandlungen büßen zu lassen, indem er in Afrika gemeinnützige Arbeit leistet, und zumindest an einer Stelle auf die Echtzeiterzählweise zu verzichten. Bedingt durch die Dauer der Konzeptsuche kam es im Sommer 2007 auch zu mehrwöchigen Verzögerungen bei der Umsetzung des Produktionsplanes. FOX stimmte schließlich dem Konzept der Autoren zu, die CTU abzuschaffen und Bauer in der Handlung in Washington, D.C. mit Anschuldigungen gegen seine Folterhandlungen zu konfrontieren.
Ein von November 2007 bis Februar 2008 ausgetragener Streik der Gewerkschaft der Drehbuchautoren hatte zur Folge, dass zunächst keine neuen Drehbücher entstanden und die Produktion nach acht Episoden zum Erliegen kam. Sowohl durch die Produktionspause als auch durch den Produktionsrückstand infolge der langwierigen Überlegungen zur inhaltlichen Neuausrichtung verschob FOX den Ausstrahlungsbeginn der siebten Staffel. Zur Überbrückung der dadurch entstandenen Ausstrahlungspause (siehe Abschnitt: Veröffentlichung), wurde 24: Redemption produziert, ein Fernsehfilm, der ebenfalls in Echtzeit spielt. Für den Film wurde das ursprünglich für die siebte Staffel entwickelte Drehbuchmaterial verwendet, das von Bauer in Afrika handelt. Als ursprünglicher Titel war Exile vorgesehen. Der Film wurde als Prequel und als Pilotfilm zur siebten Staffel bezeichnet.
Während der streikbedingten Produktionspause kündigte Joel Surnow seinen Vertrag als Executive Producer bei FOX, ohne dass Gründe dafür bekannt wurden, und wirkte fortan nicht mehr an der Serie mit. Einhergehend mit Surnows Ausstieg ersetzte Gordons Produktionsfirma Teakwood Lane Productions Surnows Studio Real Time Productions.

### Serienende 2010 und MiniserieLive Another Day
Am 26. März 2010 gab FOX bekannt, 24 nach der achten Staffel zu beenden, wegen gestiegener Produktionskosten, gesunkener Einschaltquoten und, weil seitens der Produzenten von Beginn an die Absicht bestand, die Serie auf ihrem Höhepunkt zu beenden. Zur Begründung für das Serienende wurde außerdem das Fehlen einer leitenden Idee genannt.
Im März 2012 wurde bekannt, dass die Produktion eines Kinofilmes, die erstmals 2006 fokussiert und danach mehrfach verschoben worden war, wegen Budget- und Zeitproblemen frühestens 2013 beginnen könne. Im März 2013 gab der als Regisseur vorgesehene Antoine Fuqua aber den Abbruch der Planungen des Filmprojekts bekannt. Zwei Monate später verkündete FOX dann, 24 unter dem Titel 24: Live Another Day als 12-teilige Fernseh-Miniserie fortzusetzen.
Siehe auch: 24: Legacy

## Besetzung und deutsche Synchronfassung

### Überblick

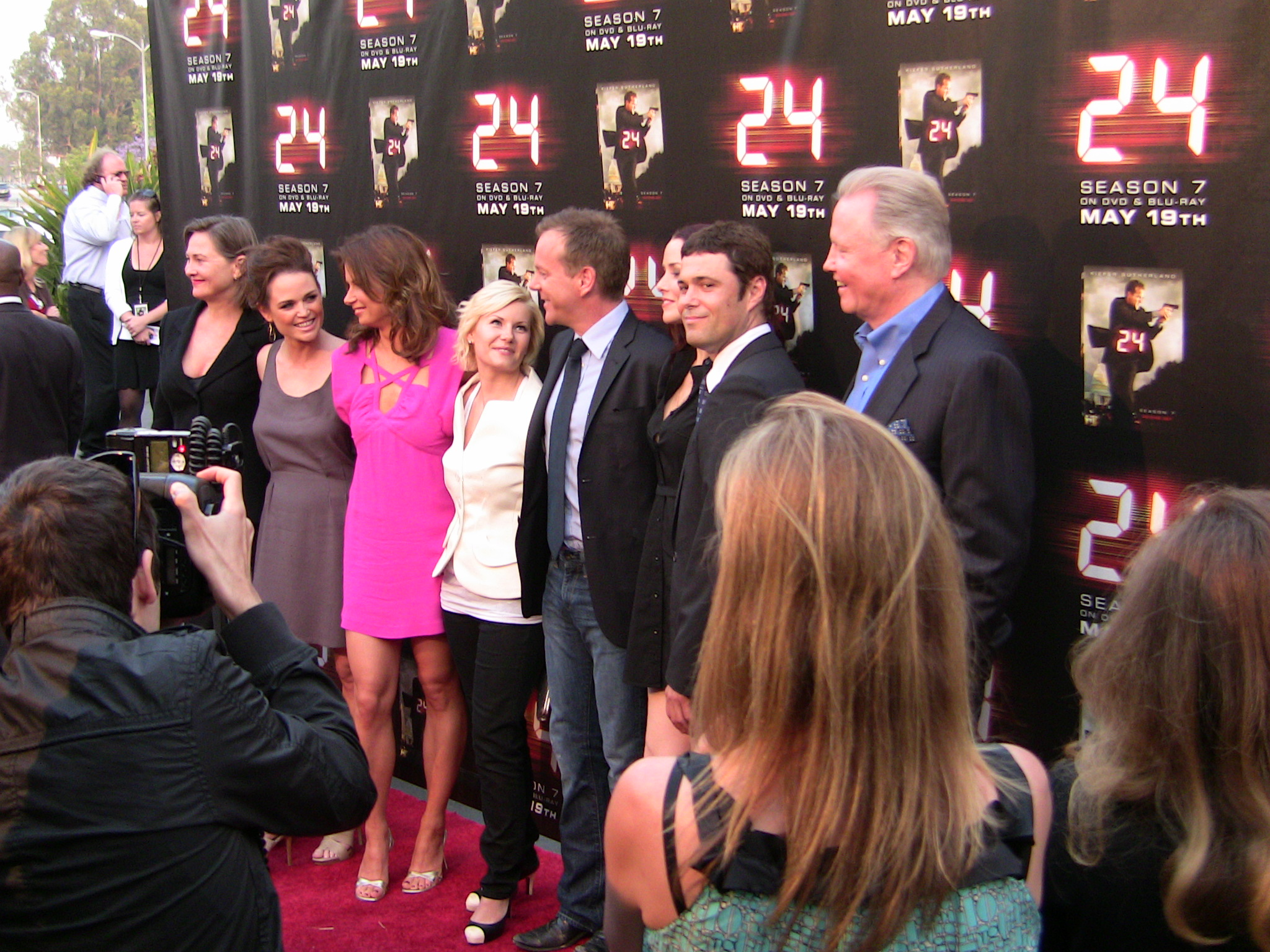
Haupt- und Gastdarsteller der siebten Staffel (2009)

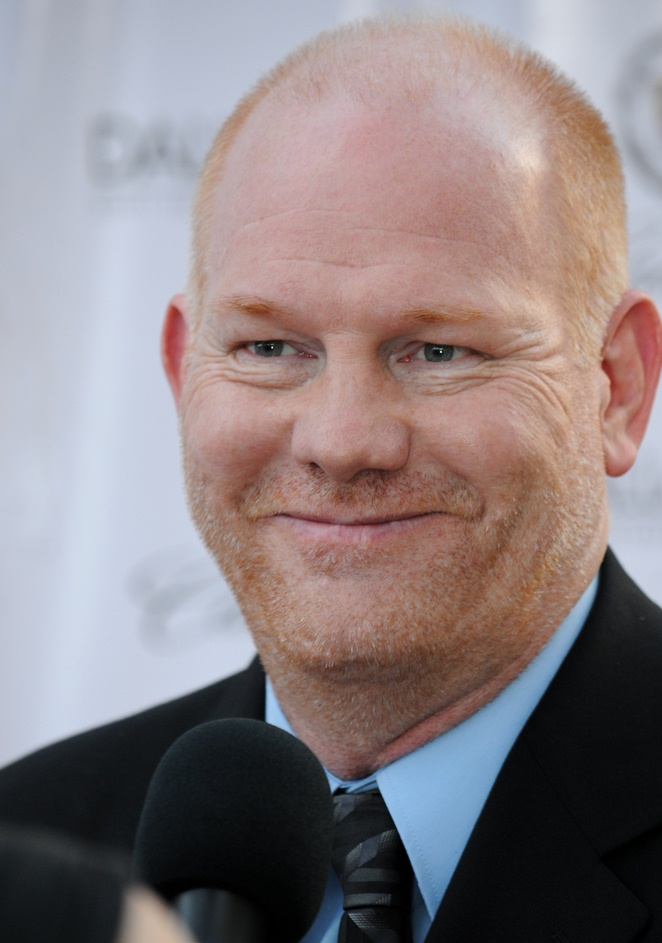
Glenn Morshower, einer der häufigsten Nebendarsteller

Für die Hauptrolle des Jack Bauer zogen Surnow, Cochran und FOX-Verantwortliche mindestens 30 Schauspieler in Betracht – darunter auch Jeff Goldblum –, die aber nicht ihre Erwartungen erfüllten. Der Kanadier Kiefer Sutherland, der bis dahin hauptsächlich als Schauspieler aus der Brat-Pack-Generation bekannt war, wurde ihnen schließlich durch Regisseur Stephen Hopkins empfohlen. Sutherland spielte als einziger Schauspieler in allen Episoden mit. Durch seinen 2006 um drei Jahre verlängerten Vertrag, der die Staffeln 6, 7 und 8 umfasste, wurde er auch zum Ausführenden Produzenten. Der Vertrag sicherte ihm eine Gage von etwa 40 Millionen US$ zu, wodurch Sutherland zum bestbezahlten Schauspieler in Drama-Fernsehserien wurde. Im Gegensatz zu Sutherland erhielten die anderen Schauspieler Verträge mit einer Laufzeit von maximal einem Jahr, die dann gegebenenfalls verlängert wurden.
Der Hauptbesetzung gehörten – bezogen auf die Staffeln 1 bis 8 und den Fernsehfilm – 41 Schauspieler an, darunter 18 weibliche. Sie umfasste in den Staffeln 1 bis 4 zwischen fünf und sieben Personen und in den Staffeln 5 bis 8 zwischen neun und elf; 31 wirkten nur in je einer Staffel mit, viele außerdem in Neben- oder Gastrollen. Mit Abstand am häufigsten als Nebendarsteller eingesetzt wurden Jude Ciccolella (59 Episoden) und Glenn Morshower (49).
Mindestens drei Schauspieler lehnten es ab, in 24 mitzuspielen. Dazu gehört David Clennon, der für eine Nebenrolle als Senator in der siebten Staffel vorgesehen war und das Angebot ausschlug, weil er Folter als durch die Serie angepriesen verurteilte.
Für in der Serie auf Bildschirmen gezeigte Nachrichtensendungen verpflichtete man meist Nachrichtensprecher von FOX. Bei seinem Besuch des Sets absolvierte der spätere republikanische Präsidentschaftskandidat John McCain einen Cameo-Auftritt, der in die Episode Tag 5: 13:00 – 14:00 Uhr (Day 5: 1:00 P.M. – 2:00 P.M.) integriert wurde.
Die deutsche Synchronfassung der ersten Staffel stellte die Firma Cine Entertainment in Hamburg her, Dialogbuchautor und Dialogregisseur war Dieter B. Gerlach. Mit Beginn der zweiten Staffel übernahm Interopa Film in Berlin die Synchronisation, das Dialogbuch lieferte nunmehr Markus Engelhardt, die Dialogregie führten Joachim Tennstedt (Staffeln 2–5) und Stefan Fredrich (Staffeln 6–8, Redemption). Im Zuge des Wechsels des Synchronstudios tauschte man nach der ersten Staffel die Synchronsprecher einiger Darsteller aus, darunter die von Dennis Haysbert, Elisha Cuthbert, Glenn Morshower, Jude Ciccolella und Paul Schulze. Live Another Day wurde durch Arena Synchron deutsch synchronisiert.

### Hauptdarsteller
Die Tabelle nennt die Hauptdarsteller, ihre Rollennamen, ihre Zugehörigkeit zur Hauptbesetzung (●) bzw. zu den Neben- und Gastdarstellern (•) je Staffel (1–8) bzw. Fernsehfilm (Redemption) und Serie (Live Another Day), die Summe der Episoden mit Auftritten in Haupt- und Neben- bzw. Gastrolle (inkl. Live Another Day) sowie ihre deutschen Synchronsprecher. Roger Cross und Lana Parrilla begannen in der vierten Staffel zunächst als Nebendarsteller und gehörten ab der Staffelmitte zur Hauptbesetzung.

|                                                     |                       | Staffel, Film oder Serie | Staffel, Film oder Serie | Staffel, Film oder Serie | Staffel, Film oder Serie | Staffel, Film oder Serie | Staffel, Film oder Serie | Staffel, Film oder Serie | Staffel, Film oder Serie | Staffel, Film oder Serie | Staffel, Film oder Serie |     |                                                                   |
| Rollenname                                          | Schauspieler          | 1                        | 2                        | 3                        | 4                        | 5                        | 6                        | R                        | 7                        | 8                        | LAD                      | Ep. | Deutscher Synchronsprecher                                        |
| --------------------------------------------------- | --------------------- | ------------------------ | ------------------------ | ------------------------ | ------------------------ | ------------------------ | ------------------------ | ------------------------ | ------------------------ | ------------------------ | ------------------------ | --- | ----------------------------------------------------------------- |
| Jack Bauer                                          | Kiefer Sutherland     | ●                        | ●                        | ●                        | ●                        | ●                        | ●                        | ●                        | ●                        | ●                        | ●                        | 204 | Tobias Meister                                                    |
| David Palmer                                        | Dennis Haysbert       | ●                        | ●                        | ●                        | •                        | •                        |                          |                          |                          |                          |                          | 80  | Ben Hecker (Staffel 1), Tilo Schmitz (Staffeln 2–5)               |
| Kim Bauer                                           | Elisha Cuthbert       | ●                        | ●                        | ●                        |                          | •                        |                          |                          | •                        | •                        |                          | 79  | Saskia Weckler (Staffel 1), Sonja Spuhl (Staffeln 2–8)            |
| Nina Myers                                          | Sarah Clarke          | ●                        | •                        | •                        |                          |                          |                          |                          |                          |                          |                          | 36  | Anke Reitzenstein                                                 |
| Teri Bauer                                          | Leslie Hope           | ●                        |                          |                          |                          |                          |                          |                          |                          |                          |                          | 24  | Marion von Stengel                                                |
| Tony Almeida                                        | Carlos Bernard        | •                        | ●                        | ●                        | •                        | ●                        |                          |                          | ●                        |                          |                          | 115 | Robin Brosch                                                      |
| Sherry Palmer                                       | Penny Johnson Jerald  | •                        | ●                        | •                        |                          |                          |                          |                          |                          |                          |                          | 45  | Ulrike Johannson                                                  |
| George Mason                                        | Xander Berkeley       | •                        | ●                        |                          |                          |                          |                          |                          |                          |                          |                          | 27  | Holger Mahlich                                                    |
| Milo Pressman                                       | Eric Balfour          | •                        |                          |                          |                          |                          | ●                        |                          |                          |                          |                          | 28  | Jens Wawrczeck (Staffel 1), Marius Clarén (Staffel 6)             |
| Kate Warner                                         | Sarah Wynter          |                          | ●                        | •                        |                          |                          |                          |                          |                          |                          |                          | 25  | Heidrun Bartholomäus                                              |
| Michelle Dessler                                    | Reiko Aylesworth      |                          | •                        | ●                        | •                        | •                        |                          |                          |                          |                          |                          | 62  | Ulrike Stürzbecher                                                |
| Chase Edmunds                                       | James Badge Dale      |                          |                          | ●                        |                          |                          |                          |                          |                          |                          |                          | 24  | Dennis Schmidt-Foß                                                |
| Chloe O’Brian                                       | Mary Lynn Rajskub     |                          |                          | •                        | •                        | ●                        | ●                        |                          | ●                        | ●                        | ●                        | 137 | Julia Ziffer (bis Staffel 8), Susanne Herrmann (Live Another Day) |
| Wayne Palmer                                        | D. B. Woodside        |                          |                          | •                        |                          | •                        | ●                        |                          |                          |                          |                          | 48  | Oliver Feld                                                       |
| Audrey Raines (Staffeln 4–6), Audrey Boudreau (LAD) | Kim Raver             |                          |                          |                          | ●                        | ●                        | •                        |                          |                          |                          | ●                        | 64  | Ranja Bonalana                                                    |
| James Heller                                        | William Devane        |                          |                          |                          | ●                        | •                        | •                        |                          |                          |                          | ●                        | 32  | Michael Telloke (Staffel 4), Uli Krohm (ab Staffel 5)             |
| Erin Driscoll                                       | Alberta Watson        |                          |                          |                          | ●                        |                          |                          |                          |                          |                          |                          | 12  | Kerstin Sanders-Dornseif                                          |
| Curtis Manning                                      | Roger Cross           |                          |                          |                          | • \| ●                   | ●                        | •                        |                          |                          |                          |                          | 44  | Peter Flechtner                                                   |
| Sarah Gavin                                         | Lana Parrilla         |                          |                          |                          | • \| ●                   |                          |                          |                          |                          |                          |                          | 12  | Claudia Urbschat-Mingues                                          |
| Bill Buchanan                                       | James Morrison        |                          |                          |                          | •                        | ●                        | ●                        |                          | ●                        |                          |                          | 64  | Norbert Langer                                                    |
| Charles Logan                                       | Gregory Itzin         |                          |                          |                          | •                        | ●                        | •                        |                          |                          | •                        |                          | 44  | Lutz Mackensy                                                     |
| Edgar Stiles                                        | Louis Lombardi        |                          |                          |                          | •                        | ●                        |                          |                          |                          |                          |                          | 37  | Peter Reinhardt                                                   |
| Martha Logan                                        | Jean Smart            |                          |                          |                          |                          | ●                        | •                        |                          |                          |                          |                          | 24  | Katarina Tomaschewsky                                             |
| Morris O’Brian                                      | Carlo Rota            |                          |                          |                          |                          | •                        | ●                        |                          | •                        |                          |                          | 29  | Erich Räuker                                                      |
| Karen Hayes                                         | Jayne Atkinson        |                          |                          |                          |                          | •                        | ●                        |                          |                          |                          |                          | 30  | Monica Bielenstein                                                |
| Tom Lennox                                          | Peter MacNicol        |                          |                          |                          |                          |                          | ●                        | •                        |                          |                          |                          | 24  | Olaf Reichmann                                                    |
| Nadia Yassir                                        | Marisol Nichols       |                          |                          |                          |                          |                          | ●                        |                          |                          |                          |                          | 24  | Bianca Krahl                                                      |
| Sandra Palmer                                       | Regina King           |                          |                          |                          |                          |                          | ●                        |                          |                          |                          |                          | 9   | Peggy Sander                                                      |
| Ethan Kanin                                         | Bob Gunton            |                          |                          |                          |                          |                          | •                        | ●                        | ●                        | •                        |                          | 31  | Joachim Pukaß                                                     |
| Allison Taylor                                      | Cherry Jones          |                          |                          |                          |                          |                          |                          | ●                        | ●                        | ●                        |                          | 43  | Marianne Groß                                                     |
| Henry Taylor                                        | Colm Feore            |                          |                          |                          |                          |                          |                          | ●                        | ●                        |                          |                          | 12  | Udo Schenk                                                        |
| Renee Walker                                        | Annie Wersching       |                          |                          |                          |                          |                          |                          |                          | ●                        | ●                        |                          | 37  | Tanja Geke                                                        |
| Janis Gold                                          | Janeane Garofalo      |                          |                          |                          |                          |                          |                          |                          | ●                        |                          |                          | 21  | Debora Weigert                                                    |
| Larry Moss                                          | Jeffrey Nordling      |                          |                          |                          |                          |                          |                          |                          | ●                        |                          |                          | 19  | Tim Moeseritz                                                     |
| Sean Hillinger                                      | Rhys Coiro            |                          |                          |                          |                          |                          |                          |                          | ●                        |                          |                          | 10  | Tobias Nath                                                       |
| Cole Ortiz                                          | Freddie Prinze junior |                          |                          |                          |                          |                          |                          |                          |                          | ●                        |                          | 24  | Dennis Schmidt-Foß                                                |
| Arlo Glass                                          | John Boyd             |                          |                          |                          |                          |                          |                          |                          |                          | ●                        |                          | 24  | Jan Makino                                                        |
| Jenny Scott alias Dana Walsh                        | Katee Sackhoff        |                          |                          |                          |                          |                          |                          |                          |                          | ●                        |                          | 20  | Natascha Geisler                                                  |
| Brian Hastings                                      | Mykelti Williamson    |                          |                          |                          |                          |                          |                          |                          |                          | ●                        |                          | 17  | Axel Lutter                                                       |
| Omar Hassan                                         | Anil Kapoor           |                          |                          |                          |                          |                          |                          |                          |                          | ●                        |                          | 15  | Bernd Rumpf                                                       |
| Rob Weiss                                           | Chris Diamantopoulos  |                          |                          |                          |                          |                          |                          |                          |                          | ●                        |                          | 12  | Alexander Doering                                                 |
| Kate Morgan                                         | Yvonne Strahovski     |                          |                          |                          |                          |                          |                          |                          |                          |                          | ●                        | 12  | Berenice Weichert                                                 |
| Mark Boudreau                                       | Tate Donovan          |                          |                          |                          |                          |                          |                          |                          |                          |                          | ●                        | 12  | Peter Flechtner                                                   |
| Adrian Cross                                        | Michael Wincott       |                          |                          |                          |                          |                          |                          |                          |                          |                          | ●                        | 11  | Oliver Stritzel                                                   |
| Erik Ritter                                         | Gbenga Akinnagbe      |                          |                          |                          |                          |                          |                          |                          |                          |                          | ●                        | 11  | Tino Kießling                                                     |
| Steve Navarro                                       | Benjamin Bratt        |                          |                          |                          |                          |                          |                          |                          |                          |                          | ●                        | 10  | Marcus Off                                                        |
| Jordan Reed                                         | Giles Matthey         |                          |                          |                          |                          |                          |                          |                          |                          |                          | ●                        | 9   | Tobias Nath                                                       |

## Veröffentlichung

### Fernsehausstrahlung
24 wurde – einer Nennung aus dem Februar 2009 zufolge – weltweit auf mindestens 236 Fernsehsendern ausgestrahlt und erreichte dabei 100 Millionen Zuschauer.
Der Serie wurde zugeschrieben, das Binge Watching etabliert zu haben, das Anschauen mehrerer Fernsehserienepisoden oder -staffeln am Stück.
Die Tabelle nennt die Erstausstrahlungsdaten in den USA, Deutschland, Österreich und der Schweiz. Diejenigen Zeiträume, in denen Episoden erstmals deutschsprachig ausgestrahlt wurden, sind grün hervorgehoben.
|     |     | Vereinigte Staaten           | Deutschsprachiges Free-TV                                                                                       | Deutschsprachiges Free-TV                                                | Deutschsprachiges Free-TV        | Deutsches Pay-TV                                                       |
| St. | Ep. | FOX                          | Deutsche Sender (Staffeln 1–5: RTL II; Staffel 6: ProSieben; R, Staffeln 7, 8: Kabel eins; LAD: ProSieben Maxx) | Österreichische Sender (Staffeln 1, 2: ORF 1, Staffeln 3–5: ATVplus/ATV) | Schweizer Fernsehen (SF zwei)    | R, Staffel 7: Premiere HD, Staffel 8: Sky Cinema, LAD: Sky Atlantic HD |
| --- | --- | ---------------------------- | --- | ------------------------------------------------------------------------ | -------------------------------- | ---------------------------------------------------------------------- |
| 1   | 24  | 6. Nov. 2001 – 21. Mai 2002  | 2. Sep. 2003 – 28. September 2003                                                                               | 2. Sep. 2003 – 29. September 2003                                        | 4. Okt. 2003 – 20. Dezember 2003 | ?                                                                      |
| 2   | 24  | 29. Okt. 2002 – 20. Mai 2003 | 9. März 2004 – 18. Mai 2004                                                                                     | 12. März 2004 – 21. Mai 2004                                             | 1. März 2004 – 17. Mai 2004      | ?                                                                      |
| 3   | 24  | 28. Okt. 2003 – 25. Mai 2004 | 5. Jan. 2005 – 8. Juni 2005                                                                                     | 9. Jan. 2005 – 20. März 2005                                             | 3. Jan. 2005 – 21. März 2005     | ?                                                                      |
| 4   | 24  | 9. Jan. 2005 – 23. Mai 2005  | 13. Jan. 2006 – 25. Februar 2006                                                                                | 15. Dez. 2005 – 16. Februar 2006                                         | 28. Nov. 2005 – 13. März 2006    | ?                                                                      |
| 5   | 24  | 15. Jan. 2006 – 22. Mai 2006 | 3. Jan. 2007 – 21. Februar 2007                                                                                 | 26. Nov. 2006 – 18. Februar 2007                                         | 27. Nov. 2006 – 12. Februar 2007 | ?                                                                      |
| 6   | 24  | 14. Jan. 2007 – 21. Mai 2007 | 23. Juni 2008 – 25. August 2008                                                                                 | –––                                                                      | 13. März 2008 – 5. Juni 2008     | ?                                                                      |
| R   | –   | 23. Nov. 2008                | 1. Sep. 2009 | –––                                                                      | –––                              | 30. Nov. 2008                                                          |
| 7   | 24  | 12. Jan. 2009 – 18. Mai 2009 | 1. Sep. 2009 – 17. November 2009                                                                                | –––                                                                      | –––                              | 12. Jan. 2009 – 19. Juni 2009                                          |
| 8   | 24  | 17. Jan. 2010 – 24. Mai 2010 | 4. Okt. 2010 – 20. Dezember 2010                                                                                | –––                                                                      | –––                              | 8. März 2010 – 8. Juni 2010                                            |
| LAD | 12  | 5. Mai 2014 – 14. Juli 2014  | 18. Mai 2015 – 22. Mai 2015                                                                                     | –––                                                                      | –––                              | 6. Mai 2014 – 15. Juli 2014                                            |

#### Vereinigte Staaten
| St. | Reichweite (ab 2 J.) | Rang |
| --- | -------------------- | ---- |
| 1   | 08,6 Mio.            | 73   |
| 2   | 11,7 Mio.            | 36   |
| 3   | 10,3 Mio.            | 46   |
| 4   | 11,9 Mio.            | 31   |
| 5   | 13,8 Mio.            | 23   |
| 6   | 13,0 Mio.            | 27   |
| R   | 12,1 Mio.            | –    |
| 7   | 12,6 Mio.            | 20   |
| 8   | 10,7 Mio.            | 27   |
| LAD | 07,1 Mio.            | 60   |

FOX strahlte die erste Episode am 6. November 2001 erstmals aus. Je nach Quelle hat FOX die Premierenepisode wegen Sportübertragungen so terminiert oder wegen der Terroranschläge vom 11. September 2001 um eine Woche auf diesen Termin verschoben. Die Erstausstrahlungen wurden bis einschließlich der dritten Staffel zwischen Herbst und Mai stets dienstags gezeigt und wurden – wie im US-amerikanischen Fernsehen üblich – auch durch Wiederholungen älterer Episoden unterbrochen. Die erste Staffel erreichte durchschnittlich etwa 8,6 Millionen Zuschauer, die zweite 11,7 Millionen. Die Reichweitensteigerung war für FOX 2003 entscheidend für die Produktion einer weiteren, dritten Staffel. Deren Einschaltquoten entwickelten sich jedoch wieder rückläufig und waren für FOX unbefriedigend.
Durch mehrere Änderungen im Sendeschema der vierten Staffel erhoffte sich FOX eine höhere Zuschauerakzeptanz: Die Erstausstrahlung der Staffel begann erst im Januar, um bis zum Saisonende ohne Unterbrechungen durch Wiederholungen senden zu können; zudem wurden die ersten vier Episoden zeitnah in Form von zwei Doppelfolgen am Sonntag und – dem nunmehr zum regulären Sendeplatz bestimmten – Montag gezeigt. In der Tat verbesserte sich die durchschnittliche Reichweite pro Episode um etwa 20 Prozent auf 12,1 Millionen Zuschauer. Als mit Ende der vierten Staffel die bestehende Lizenzvereinbarung von FOX mit dem Produktionsunternehmen 20th Century Fox auslief, äußerte der Konkurrenzsender NBC Interesse am Einkauf der fünften Staffel, allerdings erfolglos; FOX erwarb die Rechte an der fünften und sechsten Staffel. Das Sendeschema wurde für die folgenden Staffeln beibehalten. Die 2006 gesendete, fünfte Staffel wurde mit durchschnittlich 13,8 Millionen Zuschauern zur hinsichtlich der Reichweite erfolgreichsten im Serienverlauf.
Anlässlich des Ausstrahlungsbeginns der sechsten Staffel im Januar 2007 begann FOX im Herbst 2006 mit einer separaten Werbekampagne, die aus Fernseh- und Radiowerbung bestand (siehe Hauptartikel: Staffel 6). Die sechste Staffel erzielte schließlich mit durchschnittlich 13 Millionen Zuschauern zwar nur eine geringfügig niedrigere Reichweite als die fünfte, dennoch verringerte sich die Reichweite zwischen Staffelbeginn und -ende um etwa ein Drittel. Im Mai 2007 gab der Sender bekannt, die Serie für die Staffeln 7 und 8 verlängert zu haben.
Wegen des Produktionsrückstandes, der auch durch den Drehbuchautorenstreik Ende 2007 verursacht worden war, verschob FOX die Erstausstrahlung der siebten Staffel vom Januar 2008 auf den Januar 2009 (siehe Hauptartikel: Staffel 7). Der zur Überbrückung der Ausstrahlungspause produzierte Fernsehfilm 24: Redemption wurde am 23. November 2008 erstausgestrahlt. Die siebte Staffel erzielte mit durchschnittlich etwa 12,6 Millionen Zuschauern gegenüber der sechsten wiederum leicht verringerte Reichweiten. Die achte Staffel erreichte 2010 mit etwa 10,7 Millionen Zuschauern pro Episode so wenig Menschen wie seit der dritten Staffel nicht mehr. Mit einer als Serienfinale beworbenen Doppelepisode endete am 24. Mai 2010 die Erstausstrahlung der achten Staffel.
Die Preise für die von Fox bei der Erstausstrahlung angebotenen Werbezeiten gehörten zu den höchsten des US-Fernsehens. Zum Beispiel betrug der Preis für Werbespots pro 30 Sekunden bei der Ausstrahlung von Redemption zwischen 500.000 und 600.000 US$, von der finalen Doppelepisode 650.000 US-$.

#### Deutschsprachige Länder
| St. | Sender         | Reichweite (ab 3 J.) | Marktanteil (ab 3 J.) |
| --- | -------------- | -------------------- | --------------------- |
| 1   | RTL II         | 1,6 Mio.             | 5,1 %                 |
| 2   | RTL II         | 1,5 Mio.             | 5,0 %                 |
| 3   | RTL II         | 0,9 Mio.             | 3,9 %                 |
| 4   | RTL II         | 0,9 Mio.             | 3,0 %                 |
| 5   | RTL II         | 1,0 Mio.             | 4,3 %                 |
| 6   | ProSieben      | 0,9 Mio.             | 6,6 %                 |
| R   | Kabel eins     | 1,0 Mio.             | 4,7 %                 |
| 7   | Kabel eins     | 0,7 Mio.             | 5,0 %                 |
| 8   | Kabel eins     | 0,6 Mio.             | 4,1 %                 |
| LAD | ProSieben Maxx | 0,2 Mio.             | 1,1 %                 |

Ausstrahlung im Free-TV
Die ersten fünf Staffeln wurden in Deutschland, Österreich, der Schweiz und Liechtenstein durch RTL II ausgestrahlt, beginnend am 2. September 2003. Außerdem waren in Österreich die ersten beiden Staffeln bei ORF 1 zu sehen und die Staffeln 3 bis 5 bei ATVplus. In der Schweiz und in Liechtenstein strahlte SF zwei diese Staffeln aus. Die ersten fünf Staffeln wurden durch die österreichischen und schweizerischen Sender relativ zeitnah zu RTL II ausgestrahlt; zumindest zwischen ORF 1 und RTL II bestand ein Kooperationsabkommen bezüglich der Ausstrahlung. Die fünf Sender waren wechselnd an der deutschsprachigen Erstausstrahlung der fünf Staffeln beteiligt.
Für die deutschen und österreichischen Sender war die Ausstrahlung nicht erfolgreich genug. RTL II erzielte in Deutschland mit den ersten beiden Staffeln durchschnittliche Reichweiten von etwa eineinhalb Millionen Zuschauern, bei den folgenden drei Staffeln verringerten sie sich auf knapp unter eine Million. Nach den fünf Staffeln, die zu verschiedenen Uhrzeiten des Abendprogramms staffelweise geänderter Wochentage (Dienstag, Mittwoch, Samstag, Mittwoch) gezeigt wurden, beendete RTL II die Erstausstrahlungen. Für ORF 1 blieben die Einschaltquoten vor allem der zweiten Staffel deutlich hinter den Erwartungen zurück. ATVplus beendete die Ausstrahlung schließlich wegen ebenfalls zu niedriger Einschaltquoten. Für den Sender SF 2 zählte 24 zumindest bei der Erstausstrahlung der vierten Staffel, die durchschnittlich 105.000 Zuschauer erreichte, zu seinen erfolgreichsten Serien.
In der Schweiz und in Liechtenstein strahlte SF 2 im Frühjahr 2008 die sechste Staffel als deutschsprachige Erstausstrahlung aus. Der Fernsehfilm Redemption und die Staffeln 7 und 8 waren im Schweizer Fernsehen bislang nicht zu sehen (Stand: 2. Mai 2014). Auf den Kauf der Rechte an der siebten Staffel verzichtete das Schweizer Fernsehen aus zeitlichen und finanziellen Gründen und, weil der Verleih auf der Erstausstrahlung in Deutschland bestand. Die Staffeln 6 bis 8 und der Fernsehfilm Redemption wurden bislang von keinem österreichischen Sender ausgestrahlt (Stand: 2. Mai 2014).
In Deutschland wurde die sechste Staffel an den Montagabenden im Sommer 2008 nunmehr durch ProSieben erstmals ausgestrahlt. Wegen der mit durchschnittlich 870.000 Menschen ebenfalls zu geringen Zuschauerzahlen wechselte die Serie den Sender und den Sendeplatz abermals, nun zu Kabel eins und auf den Dienstagabend. Dort startete die siebte Staffel am 1. September 2009, direkt im Anschluss an den Fernsehfilm Redemption. Die achte Staffel wurde im Herbst 2010 wieder von Kabel eins ausgestrahlt, nun jedoch an den Montagabenden. Mit den Staffeln 7 und 8 sanken die Zuschauerzahlen auf durchschnittlich zuletzt etwas mehr als eine halbe Million pro Episode.
Bei den Ausstrahlungen im deutschsprachigen Raum waren die Werbeunterbrechungen meist kürzer als die zwischen den Akten jeder Episode verstreichende Erzählzeit. Eine mögliche Ursache dafür ist die in Deutschland kürzere, pro Stunde maximal zulässige Zeitspanne für Werbung.
Durchschnittlich zwei Drittel aller Zuschauer der Erstausstrahlungen auf RTL II, ProSieben und Kabel eins kamen aus der werberelevanten Zielgruppe der 14- bis 49-Jährigen. In dieser Altersgruppe lag der durchschnittliche Marktanteil je Staffel zwischen 4,9 Prozent (Staffeln 4 und 8) und 9,6 Prozent (Staffel 6).
Zensur und Altersfreigabe
Etliche Episoden kamen im deutschen Free-TV nur in geschnittenen Fassungen zu ihrer Erstausstrahlung. Belegt sind jugendschutzbedingte Kürzungen der Originalfassungen bei insgesamt 26 Episoden der Staffeln 1, 2, 4 und 8 sowie beim Fernsehfilm Redemption. Die Premierenepisode der zweiten Staffel wurde dergestalt umgeschnitten, dass Szenen, in denen gefoltert wird, ausgetauscht, verlangsamt und verlängert wurden. Szenen aus zwei Episoden der vierten Staffel, in denen gefoltert wird, wurden von der FSK als „sozialethisch desorientierend“, „übermäßig ängstigend“ bzw. „potentiell entwicklungsbeeinträchtigend“ beurteilt und mussten – zusammen mit Szenen weiterer Episoden – für eine Ausstrahlung ab 20 Uhr geschnitten werden. Als bislang einzige Episode der Serie erhielt 12:00 Uhr – 13:00 Uhr (12:00 p.m. – 1:00 p.m., Staffel 8) in ihrer ungeschnittenen Fassung von der FSK keine Jugendfreigabe.
Ausstrahlung im Bezahlfernsehen
Der Fernsehfilm und die Staffeln 7 und 8 wurden durch das Bezahlfernsehen als deutschsprachige Erstausstrahlung gezeigt. Redemption wurde am 30. November 2008 ausgestrahlt, die siebte Staffel von Januar bis Juni 2009 und die achte Staffel von März bis Juni 2010. Die siebte Staffel lief dabei im deutsch-englischen Zweikanalton. Ihre erste Episode wurde zeitgleich zur Ausstrahlung bei FOX in den USA gesendet.

#### Andere Länder
In Japan war 24 ein großer Erfolg im Fernsehen. Allerdings entwickelten sich die Zuschauerzahlen auch dort in jüngeren Staffeln rückläufig. Im Januar 2011 zeigte der japanische FOX-Sender anlässlich des bevorstehenden Sendetermins der achten Staffel die ersten sieben Staffeln am Stück und stellte so mit der längsten ununterbrochenen Ausstrahlung einer Fernsehserie einen neuen Weltrekord auf, der in das Guinness-Buch der Rekorde aufgenommen wurde. Der Sender TV Tokyo sagte die Erstausstrahlung der achten Staffel im April 2011 ab, weil er ihre Handlung angesichts der Nuklearkatastrophe von Fukushima als unpassend beurteilte.

### DVD und Blu-ray
| Staffel     | Vereinigte Staaten | Deutschspr. Länder |
| ----------- | ------------------ | ------------------ |
| 1           | 17. Sep. 2002      | 29. Sep. 2003      |
| 2           | 9. Sep. 2003       | 26. Juni 2004      |
| 3           | 7. Dez. 2004       | 7. Juli 2005       |
| 4           | 6. Dez. 2005       | 18. Mai 2006       |
| 5           | 5. Dez. 2006       | 2. Apr. 2007       |
| 6 (Ep. 1–4) | 16. Jan. 2007      | –––                |
| 6           | 4. Dez. 2007       | 2. Okt. 2008       |
| R           | 25. Nov. 2008      | 23. Okt. 2009      |
| 7           | 19. Mai 2009       | 20. Nov. 2009      |
| 8           | 14. Dez. 2010      | 26. Nov. 2010      |
| LAD         | 30. Sep. 2014      | 3. Sep. 2015       |

Die Serie wird seit 2002 auf DVD vertrieben. Zum Bonusmaterial der DVD-Boxen der Staffeln 3, 4 und 5 gehört je ein Prequel für die Staffeln 4, 5 und 6. Dabei handelt es sich um 6- bis 12-minütige Kurzfilme, die nach dem Handlungsende der jeweils vorangegangenen Staffel spielen, mit deren letzten Szenen sie beginnen. Von den ersten sechs Staffeln wurden bis Mai 2009 über 7,5 Millionen DVD-Boxen verkauft. Zumindest bis Anfang 2008 war die erste Staffel mit einem Anteil von etwa 30 Prozent an allen verkauften Staffeln der Serie die meistverkaufte.
Der Serie wurde eine wegbereitende Bedeutung in der Vermarktung von Fernsehserien auf DVD bescheinigt. Der britische Telegraph meinte dazu, die Serie habe dabei geholfen, „die ‚DVD-Boxset-Kultur‘ zu erschaffen“. In der New York Times hieß es, dass die Serie das aufkommende Geschäft mit Verkäufen ganzer Serienstaffeln auf DVD validiert habe.
Vereinigte Staaten
Mit der Veröffentlichung der ersten fünf Staffeln einen Monat vor dem Beginn der Erstausstrahlung der jeweiligen Folgestaffel verfolgte FOX die Absicht, aus der zu diesen Zeitpunkten erhöhten Aufmerksamkeit zu profitieren. Das Erscheinen der ersten Staffel auf DVD im September 2002 markierte zugleich das erste Mal, dass eine komplette Staffel einer noch nicht für die Syndikation verkauften oder eingestellten Fernsehserie eines der sechs großen Filmstudios auf DVD veröffentlicht wurde. Im Mai 2008 erschien die erste Staffel erneut auf DVD, diesmal jedoch als Special Edition, die gegenüber der Erstveröffentlichung zusätzliches Bonusmaterial enthielt. Eine solche DVD-Veröffentlichungsform war zuvor für Fernsehserien noch nicht erprobt worden. Ab dem Erstveröffentlichungstag jeder Staffel auf DVD wurden alle bis dahin erschienenen Staffeln zusammen erneut auf DVD vertrieben. Anlässlich des Erscheinens der vollständigen Serie auf DVD veranstaltete FOX im Dezember 2010 einen Fernsehmarathon. Dabei stellten schließlich drei Zuschauer von 24-Episoden über mehr als 86 Stunden hinweg einen neuen Weltrekord im Dauerfernsehen auf, der danach in das Guinness-Buch der Rekorde aufgenommen wurde.
Die ersten vier Episoden der sechsten Staffel wurden am Tag nach der Erstausstrahlung der zweiten Doppelfolge auf DVD veröffentlicht. Eine solch zeitnahe DVD-Veröffentlichung von Fernsehserienepisoden war damals ein Novum und diente zum gegenseitigen Bewerben beider Formate. Der Fernsehfilm Redemption erschien zwei Tage nach seiner Erstausstrahlung zusammen mit einer etwa 13 Minuten längeren Fassung auf DVD. Die siebte Staffel wurde schon einen Tag nach dem Ende ihrer Fernseherstausstrahlung auf DVD veröffentlicht, weil die Produktion infolge der Ausstrahlungspause deutlich eher abgeschlossen war.
Von den ersten drei Staffeln wurden bis 2005 etwa 2,5 Millionen Exemplare verkauft, von den Staffeln 5 bis 8 bis Dezember 2010 etwa 3,7 Millionen Exemplare. Bezogen auf die erste Woche nach dem Verkaufsstart verkauften sich die Staffeln 6 und 8 signifikant seltener als ihre vorangegangenen Staffeln. Wurden von der fünften Staffel in der ersten Woche noch 460.000 Boxen verkauft, fiel die Verkaufsmenge bis zur achten Staffel auf 180.000. Für die in den ersten sechs Wochen nach Erscheinen verkauften, circa 550.000 DVD-Boxen der achten Staffel wurde ein Erlös von etwa 21 Millionen US-Dollar erzielt.
Vereinigtes Königreich
Die erste Staffel wurde im Vereinigten Königreich im Oktober 2002 auf DVD erstveröffentlicht und erreichte – trotz großer Konkurrenz durch Der Herr der Ringe: Die Gefährten – sofort den ersten Platz der Verkaufscharts. Den höchsten Verkaufsrang hatte dort zuvor noch keine Fernsehserie erreicht. In einem Interview mit dem britischen Sender BBC sagte Kiefer Sutherland 2009, dass der DVD-Verkaufserfolg der ersten Staffel in England bedeutend für die Fortsetzung der Produktion nach der ersten Staffel gewesen sei.
Deutschsprachige Länder
Alle acht Staffeln wurden auf DVDs im Regionalcode 2 mit deutschsprachiger Tonspur veröffentlicht. Sie erschienen teils wenige Tage, teils bis zu vier Monate nach dem Ende ihrer Erstausstrahlung im deutschen Free-TV. Der Film Redemption erschien im Oktober 2009, ohne die in den USA mitveröffentlichte, längere Version. Zu den Erscheinungszeitpunkten der Staffeln 3, 6 und 8 wurden alle bis dahin veröffentlichten Staffeln zusammen erneut auf DVD vertrieben.
Für die deutschsprachigen DVD-Ausgaben sind offizielle Verkaufszahlen rar. Der Spiegel nennt im Februar 2007 400.000 in Deutschland verkaufte DVD-Boxen der ersten vier Staffeln. Dagegen nennt das Schweizer medienheft 2007 eine Menge von jährlich 400.000 innerhalb Deutschlands verkauften Exemplaren.
Blu-ray
Die Staffeln 7 und 8 sowie Live Another Day erschienen zudem auf Blu-ray, und zwar zeitgleich zu ihren DVD-Versionen und mit weitgehend identischer Bonusmaterial-Ausstattung.

### Andere Veröffentlichungsformen
Aufführung bei der Cologne Conference
24 wurde auf der Cologne Conference 2002 als deutsche Erstaufführung gezeigt. Dabei lief am 15. Juni 2002 im Rahmen der Wettbewerbsreihe TopTen Fiction mindestens eine Episode aus der ersten Staffel.
Videokassetten
Für den britischen Markt erschienen die ersten beiden Staffeln im August 2002 bzw. 2003 auch auf VHS.
Soundtrack-CDs
In den Vereinigten Staaten wurden drei Audio-CDs mit dem Soundtrack zur Serie veröffentlicht. Im Dezember 2004 erschien eine CD mit 19 Musikstücken aus den ersten drei Staffeln. Eine weitere CD mit 21 Titeln aus den Staffeln 4 und 5 erschien im November 2006, eine dritte CD mit 17 Titeln aus dem Fernsehfilm 24: Redemption im November 2008. Die erste und dritte CD erschienen im Januar 2005 bzw. November 2008 auch für den deutschen Markt, wobei die erste fünf zusätzliche Titel enthält.
Video-Streaming
Die Serie ist auch bei Video-on-Demand-Anbietern verfügbar. Für gewöhnlich bieten sie die Episoden einzeln oder als komplette Staffeln sowie in Standard- und hoher Auflösung an. Per Video-on-Demand ist die Serie in den Vereinigten Staaten seit 2006 bei iTunes erhältlich. Des Weiteren ist sie auf Englisch bei Vudu verfügbar. Die Seite ist auf Netflix verfügbar (Stand: 19. September 2020). Seit April 2014 hat diese das Onlinekaufhaus Amazon.com inne. Dessen Dienst Prime Video bietet die Episoden der Staffeln 1 bis 8, Redemption und Live Another Day an. Auch bei Hulu ist die Serie erhältlich. Bei Amazon.de sind die acht Staffeln deutsch synchronisiert seit August 2014 ebenfalls verfügbar. iTunes bietet die acht Staffeln und LAD im deutschen Raum in der englischen Originalfassung an.
Ab Mai 2014 war 24 wieder auf dem in der Volksrepublik China führenden Videoportal Youku erhältlich.
Die Serie wurde zudem auf Filesharing-Plattformen verfügbar gemacht. Nachdem die ersten vier Episoden der sechsten Staffel schon vor ihrer US-Erstausstrahlung in Internet-Tauschbörsen erhältlich waren, kam es zu juristischen Schritten von FOX gegen YouTube.

## Kritik

### Unterhaltungswert, Inszenierung, Authentizität
Die Funkkorrespondenz (2002) lobte die Serie als „ungemein facettenreich und kurzweilig“. Das Schweizer medienheft (2007) sprach von „einer der unterhaltsamsten und spannendsten Fiktionen der Gegenwart“, das American Film Institute empfand 24 als „bahnbrechende Übung in fortgesetzter Spannung“ (2003) und als „kraftvoll und anziehend“ (2005). Die Los Angeles Times (2010) beurteilte die Serie dagegen als „übertrieben, aber fesselnd“. Der New York Times (2005) zufolge behalte die Serie die „Spannung, sogar wenn Charaktere und Handlung gefährlich dünn gestreckt werden“. Das auch von Stephen King (Entertainment Weekly, 2007) kritisierte Strecken der Handlung – beginnend in der Regel bei der 16. Episode der Staffel – bestätigten im Rahmen der Erstausstrahlung von Live Another Day auch manche der 24-Erschaffer, darunter Regisseur Jon Cassar. Der Tagesspiegel (2008) sah in 24 trotz Merkwürdigkeiten und trotz Brüchen in der Handlung ein „TV-Suchtmittel größter Wirkung“. Entertainment Weekly (2010) meinte, dass die erste Hälfte der achten Staffel sinnbildlich für das stehe, was mit der ganzen Serie falsch gelaufen sei. Das äußere sich in vorhersehbaren Zwisten und der „schamlosen Wiedereinführung“ beliebter Figuren wie etwa dem US-Präsidenten Logan, als es die Serie nicht geschafft habe, neue einzuführen.
Die Echtzeit-Erzählweise beurteilte das medienheft (2007) als einen „dramaturgischen Kunstgriff“, der nicht nur eine bisher ungekannte Verbindung mit dem Zeitempfinden der Zuschauer geschaffen habe, sondern die Spannung trotz mancher Längen „erstaunlich gut“ habe halten können. Vom britischen Guardian (2010) kam dagegen die Kritik, dass das Echtzeitformat die Serie „schließlich in wenig mehr als eine Kette grotesker Deadlines verwandelt hat“. Als unrealistisch beurteilte Michael Reufsteck (2007) im Fernsehlexikon die hohe Anzahl an Ereignissen in dem verglichen mit anderen Fernsehserien wesentlich kürzeren Erzählzeitraum. Hannes Stein kritisierte die Echtzeit-Erzählweise in der Welt (2014) ebenfalls als unglaubwürdig und 24 auch deswegen als moderne Variante des absurden Theaters. 2012 beurteilte auch Drehbuchautor Howard Gordon in der britischen Zeitung The Independent die Echtzeit-Idee als „absurd“ und unrealistisch.
Als unglaubwürdig beurteilte Reufsteck (2007) weiterhin die bei Diensteinsätzen hohe Anzahl von Todesfällen unter Bauers Kollegen, während Bauer selbst stets überlebte, sowie die häufigen Neubesetzungen der Arbeitsstelle des CTU-Direktors. Michael Hanfeld war in der Frankfurter Allgemeinen Zeitung (2004) dagegen begeistert, denn die Serie sei „eine intelligente, bis in die kleinste Folgenabschätzung stichhaltige Schilderung, Erläuterung und Kommentierung der Verfaßtheit dieser Welt. Daß nichts an diesem Szenario künstlich oder übertrieben und die Handlung nur in ein paar Wendungen an den Haaren herbeigezogen scheint, das macht die fiktionale Meisterschaft von „24“ aus.“ Der Autor des New York Magazine (2007) kritisierte, dass die CTU-Agenten immer zu spät am Tatort einträfen, obwohl ihre Zentrale durch Überwachungskameras und Mobiltelefone stets über alles informiert sei. Die Review-Seite DVD Verdict (2003) kritisierte, dass in der Serie niemand eine Toilettenpause nehme, etwas esse, weniger als zehn Minuten für Autofahrten durch Los Angeles brauche und dass die Straßen der Stadt selbst Mittags merkwürdig leer seien. Als unauthentisch empfand das Branchenblatt Variety (2006) die in der Serie auf Bildschirmen häufig eingeblendeten Fox-Nachrichten, wohingegen Tobias Moorstedt in der Süddeutschen Zeitung (2009) durch die Produktplatzierungen die Glaubwürdigkeit der Handlung gestärkt sah.
In einem Artikel des Magazins Federal Computer Week (2006) befand Tom Tutko von Northrop Grumman die Technologiedarstellung in 24 als „glaubhaft genug, sodass die Menschen nicht erkennen, ob die Darstellung real ist“. Marcus Fedeli vom Marktforschungsunternehmen Input beurteilte die Logik des Technologieeinsatzes als inkonsistent, da beispielsweise Satellitenverbindungen, die die CTU zur Überwachung nutzt, plötzlich und ohne erkennbaren Grund zusammenbrächen. Dan Smith vom Systemintegrator gtsi kritisierte, dass Datenqualität und Verbindungsgeschwindigkeit, etwa beim Herunterladen von Satellitenbildern auf einen PDA, in der Realität nicht so schnell und vielseitig wie in der Serie dargestellt seien.
Den Einsatz des Lichts in den Gesichtern der Schauspieler beurteilte das Magazin The Atlantic (2010) als „bemerkenswert zurückhaltend“.

### Charaktere, Besetzung, deutsche Synchronfassung
Die New York Times (2009) sah „spannende Charaktere, die weiter als einfache, Tom-Clancy-ähnliche Karikaturen gehen“. Die Funkkorrespondenz (2004) lobte die Breite des Schauspieler-Ensembles als „bemerkenswert“, auch weil Figuren mit den unterschiedlichsten Lebensläufen gleichberechtigt nebeneinander agierten. Andererseits meinte die Presse aber, dass solides Schauspiel und Dialog in der Serie oft nicht die höchste Priorität erhalten hätten (U-T San Diego, 2010) und dass mit Ausnahme von Jack Bauer und Präsident Logan keinen der Figuren erlaubt gewesen sei, „den Anschein eines komplizierten Innenlebens zu zeigen“ (Entertainment Weekly, 2010); die New York Times (2010) vermisste Einfallsreichtum bei der Entwicklung der Charaktere. Die Tageszeitung (2008) übte besonders scharfe Kritik an den Dialogen, diese hätten sich schon seit dem Serienbeginn auf einem „unterirdischen Niveau“ bewegt und den Verstand der Zuschauer beleidigt.
Für Besetzung und Schauspieler gab es sowohl Lob als auch Tadel. In der New York Times (2005) etwa hieß es, dass es 24 verstanden habe, „unbekannte und interessante Schauspieler“ wie beispielsweise Dennis Haysbert auszusuchen. Eher negativ beurteilte Daniel Haas von Spiegel Online (2003) die Darsteller, bis auf Kiefer Sutherland seien die meisten von ihnen „erstaunlich blass und beliebig“ geblieben. Die Zeitung USA Today (2010) fand, dass 24 nie als „Schauspieler-Serie“ bekannt gewesen sei.
Uneinig waren sich die Kritiker in der Frage, mit welchem Grad an Emotionalität Kiefer Sutherland seine Rolle verkörpert hat. Der Funkkorrespondenz (2003) zufolge, die die Leistung Sutherlands als „exzellent“ lobte, habe Sutherland die Aufgabe, Bauer „mit allen erdenklichen menschlichen Regungen und Emotionen“ darzustellen, „mit Bravour bewältigt“. Das US-Blatt U-T San Diego (2010) hingegen bedauerte bei Sutherland die Seltenheit berührender, dramatischer Momente und die Häufigkeit von Szenen, in denen er Befehle gibt und schießt. Entertainment Weekly (2010) vermisste bei Sutherlands Rolle Humor und Ironie. Die NZZ (2013) nannte es ein „schlicht-brachiales“ Schauspiel. Das Time Magazine (2001) urteilte, dass Sutherland Bauer mit einer Sicherheit gespielt habe, die über seine Vergangenheit als Jugendschauspieler hinwegtäusche.
Die Leistungen einiger anderer Schauspieler, vor allem der Darsteller der US-Präsidenten, wurden positiv hervorgehoben. Dem Schauspiel von Cherry Jones in der Rolle der US-Präsidentin etwa zollte Hannes Stein in der Welt (2009) Anerkennung, sie habe „sehr überzeugend“ gespielt. Mehrfach gelobt wurde das Schauspiel von Gregory Itzin und Jean Smart als Präsidentenehepaar Logan (siehe Hauptartikel: Staffel 5).
Die Qualität der deutschen Synchronfassung beurteilte Joachim Widmann in der Netzeitung (2005) zwar als „gar nicht einmal schlecht“, jedoch sei gegenüber der Originalfassung „leises, ungewöhnlich nuanciertes Spiel“ teilweise verloren gegangen. Harald Keller kritisierte in der Funkkorrespondenz (2003), dass in 24 deutsche Synchronsprecher zum Einsatz gekommen seien, die auch in anderen, auf deutschen Fernsehsendern gezeigten Spielfilmen und Fernsehserien oft zu hören gewesen seien. Dadurch, so Keller, hätten sich die verschiedenen Images der Schauspieler im Kopf des Zuschauers zu überlagern begonnen, die Illusion hätte Schaden genommen und der Spaß sei getrübt worden. Als besonders störend beurteilte er darüber hinaus, dass die von Sarah Clarke gespielte Figur Nina Myers, deren Sprache im englischen Originalton „emotionsarm, knapp, hart“ sei, in der deutschen Synchronfassung durch eine „mädchenhaft weiche“ Stimme ihren ursprünglichen Charakter verliere.

### Staffelbezogene Kritiken
Die einzelnen Staffeln fanden unterschiedlichen Anklang bei den Kritikern. Die Handlung der ersten Staffel wurde einerseits als „fesselnd bis zum Ende“ gelobt, aber andererseits – bezogen auf die zweite Staffelhälfte – als mit abnehmender Logik und Glaubwürdigkeit kritisiert (DVD talk, 2009). Die zweite Staffel fand Anerkennung für gegenüber der ersten Staffel verstärkten Realismus (TV Highlights, 2009) und erhöhtes Erzähltempo (IGN, 2003). An beiden Staffeln wurden die vorwiegend von Kim Bauer handelnden Geschichten mehrheitlich negativ beurteilt, darunter als klischeebeladen und langweilig (TV Highlights, 2009). Die dritte Staffel wurde unter anderem als spannend, aber als schwächer als ihre Vorgänger beurteilt, auch wegen als unnötig empfundener Nebenhandlungsstränge (DVD talk, 2004). Die folgenden beiden Staffeln wurden jeweils als die bis dahin besten hervorgehoben. Die vierte Staffel fand beispielsweise Lob für die Einführung neuer Hauptdarsteller (New York Times, 2005), die fünfte unter anderem für Kurzweiligkeit und Unvorhersehbarkeit (DVD talk, 2006). Die sechste Staffel hingegen wurde eher negativ beurteilt, beispielsweise wegen inhaltlicher Parallelen zur zweiten Staffel (Deseret News, 2007) und wegen oftmals vorhersehbarer Handlungswendungen (Süddeutsche.de, 2008). Der Fernsehfilm Redemption wurde als „spannende Unterhaltung als Zwitter zwischen TV-Movie und solide, aber unterproduziertem Kinofilm“ (Lexikon des internationalen Films) und als „reines Routineprodukt“ (NZZ, 2008) bewertet. Die siebte Staffel fand zwar ein positiveres Echo als die sechste, wurde aber beispielsweise für das Thematisieren der Folterhandlungen aus früheren Staffeln negativ beurteilt (The Guardian, 2009). Die achte Staffel schließlich wurde etwa positiv kritisiert für Unterhaltungswert und Szenenbild, aber negativ für Logik und Glaubwürdigkeit der Handlung (DVD talk, 2011). Eine größere Zusammenstellung von Kritiken bieten die Staffel-Artikel.
Die Staffeln 1 und 5 erhalten von der Website Metacritic mit 88 bzw. 89 % den höchsten Metascore unter den Staffeln 1 bis 8, während die achte Staffel mit 67 % Zustimmung am schlechtesten bewertet wird (Stand: 25. Mai 2014).

## Ehrungen
| \| Preis \| N. \| P. \| \| ---------------------------------------- \| --- \| -- \| \| Primetime Emmy Award \| 76 \| 20 \| \| Golden Globe Award \| 12 \| 2 \| \| AFI Award \| 0 \| 3 \| \| ALMA Award \| 4 \| 0 \| \| Artios Award \| 7 \| 0 \| \| ASC Award \| 1 \| 0 \| \| ASCAP Award \| 2 \| 2 \| \| C.A.S. Award \| 8 \| 2 \| \| Camera Operator of the Year Award \| 1 \| 0 \| \| Cinescape Genre Face of the Future Award \| 3 \| 0 \| \| Critics’ Choice Television Award \| 2 \| 0 \| \| Directors Guild of America Award \| 3 \| 1 \| \| Eddie Award \| 8 \| 2 \| \| Excellence in Production Design Award \| 4 \| 0 \| \| Golden Reel Award \| 2 \| 0 \| \| Goldene Nymphe \| 7 \| 3 \| \| NAACP Image Award \| 8 \| 0 \| \| Producers Guild of America Award \| 5 \| 1 \| \| Satellite Award \| 16 \| 5 \| \| Saturn Award \| 3 \| 0 \| \| Screen Actors Guild Award \| 12 \| 4 \| \| TCA Award \| 15 \| 2 \| \| Teen Choice Award \| 13 \| 0 \| \| Writers Guild of America Award \| 2 \| 1 \| \| Mindestsumme \| 214 \| 48 \| |     |    |
| Preis | N.  | P. |
| Primetime Emmy Award | 76  | 20 |
| Golden Globe Award | 12  | 2  |
| AFI Award | 0   | 3  |
| ALMA Award | 4   | 0  |
| Artios Award | 7   | 0  |
| ASC Award | 1   | 0  |
| ASCAP Award | 2   | 2  |
| C.A.S. Award | 8   | 2  |
| Camera Operator of the Year Award | 1   | 0  |
| Cinescape Genre Face of the Future Award | 3   | 0  |
| Critics’ Choice Television Award | 2   | 0  |
| Directors Guild of America Award | 3   | 1  |
| Eddie Award | 8   | 2  |
| Excellence in Production Design Award | 4   | 0  |
| Golden Reel Award | 2   | 0  |
| Goldene Nymphe | 7   | 3  |
| NAACP Image Award | 8   | 0  |
| Producers Guild of America Award | 5   | 1  |
| Satellite Award | 16  | 5  |
| Saturn Award | 3   | 0  |
| Screen Actors Guild Award | 12  | 4  |
| TCA Award | 15  | 2  |
| Teen Choice Award | 13  | 0  |
| Writers Guild of America Award | 2   | 1  |
| Mindestsumme | 214 | 48 |

### Primetime Emmy Awards
Bei den Primetime Emmy Awards gab es für jede der Staffeln 1 bis 8 mindestens fünf Nominierungen und eine Prämierung. Insgesamt stehen 76 Emmy-Nominierungen – davon fünf für den Fernsehfilm und drei für LAD – 20 Auszeichnungen gegenüber. Für die fünfte Staffel wurde die Serie in der wichtigsten Kategorie Beste Dramaserie prämiert, für die sie in den vorherigen Staffeln bereits vorgeschlagen war. Kiefer Sutherland wurde für die ersten sechs Staffeln und für den Fernsehfilm Redemption als bester männlicher Hauptdarsteller nominiert und für die fünfte Staffel ausgezeichnet. Cherry Jones wurde für die siebte Staffel mit einem Emmy in der Kategorie Beste Nebendarstellerin in einer Dramaserie prämiert; für die achte Staffel verweigerte sie es allerdings, in dieser Kategorie nominiert zu werden, weil sie mit der Entwicklung ihrer Rolle unzufrieden war. Gregory Itzin und Jean Smart wurden je zweimal als Bester männlicher bzw. weiblicher Gast- bzw. Nebendarsteller nominiert. Am erfolgreichsten war die Serie beim Bildschnitt (13-mal nominiert, 4-mal prämiert), bei der Musikkomposition (10-mal nominiert, 3-mal prämiert), bei der Tonmischung (9-mal nominiert, 2-mal prämiert) und beim Tonschnitt (9-mal nominiert, 3-mal prämiert; Angaben jeweils inklusive LAD). Weitere Nominierungen und teilweise Prämierungen gab es für die Stunt-Koordination, das Casting, die Regie, die Kamera, das Drehbuch und die künstlerische Leitung.

### Golden Globe Awards
Im Rahmen der Golden Globe Awards wurde die Serie von 2002 bis 2007 11-mal nominiert und 2-mal prämiert. Darunter befinden sich fünf Nominierungen für Kiefer Sutherland in der Kategorie Beste Leistung eines Schauspielers in einer Fernsehserie (Drama) (2002–2004, 2006, 2007) mit einer Prämierung 2002 sowie ebenfalls fünf Nominierungen in der Kategorie Beste Fernsehserie (Drama) (2002–2005, 2007) mit einer Prämierung 2004. 2003 wurde Dennis Haysbert in der Kategorie Beste Leistung eines Schauspielers in einer Nebenrolle in einer Serie, einer Miniserie oder einem Film, hergestellt für das Fernsehen nominiert. Sutherland wurde 2009 zudem als bester männlicher Hauptdarsteller im Film Redemption nominiert.

### Andere Ehrungen
2004, 2006 und 2007 prämierte das American Film Institute die Serie als je eines von zehn Fernsehprogrammen des Jahres. Von der Television Critics Association gab es von 2002 bis 2006 14 Nominierungen, hauptsächlich für Sutherland als besten Schauspieler und für die Serie als bestes Drama. Schauspielerleistungen wurden darüber hinaus vor allem mit den Screen Actors Guild Awards geehrt (12-mal nominiert, 4-mal prämiert), den Teen Choice Awards (13-mal nominiert), den Goldenen Nymphen beim Fernsehfestival Monte-Carlo (7-mal nominiert, 3-mal prämiert), den NAACP Image Awards für farbige Schauspieler (8-mal nominiert) und den ALMA Awards für lateinamerikanische Schauspieler (4-mal nominiert). 16 Nominierungen und 5 Prämierungen gab es für die Satellite Awards, mit denen neben den Schauspielern 24 als beste Dramaserie und als beste DVD-Veröffentlichung geehrt wurde. Sean Callery wurde 2-mal von der American Society of Composers, Authors and Publishers prämiert. Die Tonmischung ehrte die Cinema Audio Society mit acht Nominierungen und zwei Prämierungen. Der Filmschnitt wurde bei den Eddie Awards 8-mal nominiert und 2-mal prämiert. Die Casting Society of America nominierte die Serie 7-mal für einen Artios Award und damit für die beste Besetzung. Je eine Prämierung gab es zudem für den Directors Guild of America Award (3-mal nominiert) und den Writers Guild of America Award (2-mal nominiert), die Regie- beziehungsweise Drehbuchleistungen ehren. Die Writers Guild of America nahm 24 2013 zudem in ihre Liste der 101 Best Written TV Series auf, dort teilt sich die Serie den 71. Platz mit zwei anderen Fernsehserien.

## Themen, Deutungen und Motive

### Der Protagonist als tragische Figur
Bei der Konzeption von 24 beabsichtigten Surnow und Cochran, dem Protagonisten Jack Bauer ein menschlicheres Wesen zu verleihen, indem er nun – anders als noch in Nikita – eine eigene Familie bekommt. Die Geschichte der ersten Staffel entwickelte sich jedoch schließlich so, dass Bauers Frau getötet wurde, die Familie also wieder zerbrach. Für all die Anstrengungen, die Bauer in der ersten Staffel sowohl für das Verhindern des Attentats auf den Senator als auch für das Retten seiner Familie aus den Händen der Entführer unternahm, blieb ihm somit letztlich der Lohn verwehrt. Keller (2003) interpretierte die Geschichte, der somit ein Happy End fehlt, als eine für Bauer „purgatorische Erfahrung, an deren Ende jedoch nicht die Erlösung wartet“. Diese Entwicklung beschrieb Keller – bezogen sowohl auf die erste als auch auf die zweite Staffel – auch als eine „physische wie psychische Dekomposition der klassischen Heldenfigur“, gegen die sich der Sender FOX teilweise zunächst noch zur Wehr setzte. Derartige Entwicklungen finden sich im Laufe der Serie wiederholt. Am Ende der fünften Staffel beispielsweise wird Bauer von den Chinesen gefangen genommen, in der achten Staffel stirbt seine Geliebte bei einem Attentat. Diesbezüglich wird Bauer auch mehrfach als tragische Figur und gebrochener Held interpretiert, etwa durch Miesen (2007): „Die Tatsache, dass aber eben dieses Leben ihn moralisch und seelisch zerstört, macht ihn zu einer tragischen Figur. Bauer opfert sich im übertragenen Sinne für eine Gesellschaft, die ihn und seine Methoden verabscheut.“ Drehbuchautor Robert Cochran interpretiert ihn wie folgt: „Er nimmt sozusagen die Schandtaten der Gesellschaft auf sich, tut Dinge, die getan werden müssen, die sonst keiner tut für die Sicherheit aller.“ Er betonte weiterhin, dass diese psychischen Belastungen durchaus so beabsichtigt waren: „Wir haben versucht, seine emotionalen Probleme deutlich zu machen, die dadurch entstehen, dass er Dinge tut, die normalerweise verboten sind.“
Bauer wird in der Rolle des Odysseus oder Beowulf des „epischen Gedichts“ 24 gesehen, weil er „schreckliche Monster“ bekämpfen müsse, die voller politischer Korruption und Feigheit, Narzissmus und Größenwahn, Rücksichtslosigkeit und Dummheit sind, wie etwa den Präsidenten Charles Logan. Bauer wird zudem als Ahasver gedeutet, der ruhelos über die „Schlachtfelder der modernen asymmetrischen Kriege“ irrt, dem kein familiärer Frieden vergönnt ist und der immer wieder „durch das Fegefeuer gejagt“ wird.

### Moralische Dilemmas
Wie Keller (2008) festhielt, gibt es in der Serie immer wieder Situationen, in denen die Figuren mit Problemen konfrontiert sind, für die es nur Lösungen mit Nachteilen zu geben scheint, mit anderen Worten, sie befinden sich in Dilemmas. Wiederholt müssen integre Menschen Entscheidungen treffen, die gegen ihre persönlichen Überzeugungen verstoßen, so Keller. Beispielsweise wird Präsident Palmer in der dritten Staffel durch den Terroristen Saunders vor die Wahl gestellt, entweder den CTU-Leiter Chappelle töten zu lassen oder das Leben einer großen Menge von Menschen zu riskieren, indem Saunders tödliche Viren freisetzt. Palmer entscheidet sich schließlich für Chappelles Tod und opfert somit nur ein Leben statt vieler Leben.
Keller (2008) interpretierte die Dilemmas als gegenpolig zu den Actionszenen und als die eigentliche Dramatik des Geschehens ausfüllend. Für Chamberlain et al. (2007) suggerierten die in 24 gezeigten moralischen Dilemmas, dass alle politischen und thematisch schwierigen Handlungen Konsequenzen haben. Damit einhergehend unterlasse es die Serie mit Entschiedenheit, vollständige, geordnete Situationen zu zeigen.
24 war in etlichen wissenschaftlichen Veröffentlichungen Gegenstand von Untersuchungen über moralische Dilemmas. Parrish (2009) etwa schrieb, dass verschiedene, in der Serie vorkommende Situationen nicht als moralische Dilemmas thematisiert werden, obwohl es sich bei ihnen um solche handele. Ein Beispiel dafür sei das Verhalten der Datenanalytikerin Chloe O’Brian: Sie hilft Bauer oft dabei, Spuren zu verfolgen, vermeidet aber zugleich die Verfolgungsjagd durch die CTU – entgegen der klaren, rechtmäßigen und begründeten Anweisungen ihrer Vorgesetzten. Dieses, im Übrigen überaus häufig vorkommende, Verhalten O’Brians werde, so Parrish, durch die Serie oder ihre Charaktere – wenn überhaupt – nur selten als ethisches Problem dargestellt. Dadurch finde eine Entwertung und Delegitimierung moralischer Dilemmas statt, so Parrish.

### Terrorismusbekämpfung und Folter
24 hat die Angst vor terroristischen Angriffen zu einer wichtigen Grundlage der Handlung gemacht. Dabei handelt es sich um die Angst, die in der US-Bevölkerung durch die Terroranschläge vom 11. September 2001 ausgelöst worden ist. Ab der zweiten Staffel sei diese Angst zum Handlungsmotiv geworden, meint unter anderen Franklin (2006), weil die in der Serie thematisierten Bedrohungen, wie etwa nukleare, biologische und chemische Angriffe, seitdem umfassender und schrecklicher geworden seien. Auch für Joel Surnow stand dieser Aspekt fest: 24 sei eine Art von „Wunscherfüllung für Amerika“ und entstamme dem Zeitgeist der Paranoia der Menschen, angegriffen zu werden. „Amerika will den Krieg gegen den Terror, den Jack Bauer kämpft. Er ist ein Patriot.“
In 24 werden wiederholt dringend tatverdächtige Personen gefoltert, und zwar durch das Hinzufügen von psychischem oder körperlichem Leid. Die Folter dient in der Handlung dem Ziel der Gewinnung von Informationen, aufgrund derer ein unmittelbar bevorstehender Terroranschlag oder eine ähnliche Katastrophe verhindert werden kann. Solche Situationen werden in der Literatur als „ticking bomb scenario“ oder „ticking time bomb scenario“ beschrieben und ähneln in ihrer Bedeutung dem Rettungsfolter-Szenario. Das Szenario der tickenden Zeitbombe interpretierte der Harvard-Jurist Alan M. Dershowitz in den Monaten nach den Terroranschlägen vom 11. September 2001 im Rahmen einer Multimedia-Kampagne neu. Er argumentierte, dass in Fällen, in denen nur 24 Stunden zum Abwenden eines tödlichen Terroranschlages bleiben, der Staat – ermächtigt durch ein Gericht – in der Lage sein sollte, Folter mit dem Ziel anzuwenden, Informationen zu erlangen, aufgrund derer sich der Anschlag verhindern lässt. Wie Pinedo (2010) feststellte, erhält Jack Bauer in der Serie aber nie eine Ermächtigung, Folter auszuüben, dafür jedoch in Ausnahmefällen stillschweigende Zustimmung vom US-Präsidenten. Die Produzenten waren sich bewusst, dass das Szenario der tickenden Zeitbombe unrealistisch ist, wie Drehbuchautor Robert Cochran versicherte: „Die meisten Terrorismusexperten werden Ihnen sagen, dass die Tickende-Zeitbombe-Situation im wirklichen Leben nie oder nur selten auftritt. Aber in unserer Serie kommt sie jede Woche vor“.

### Präsidentschaft und Regierungshandeln

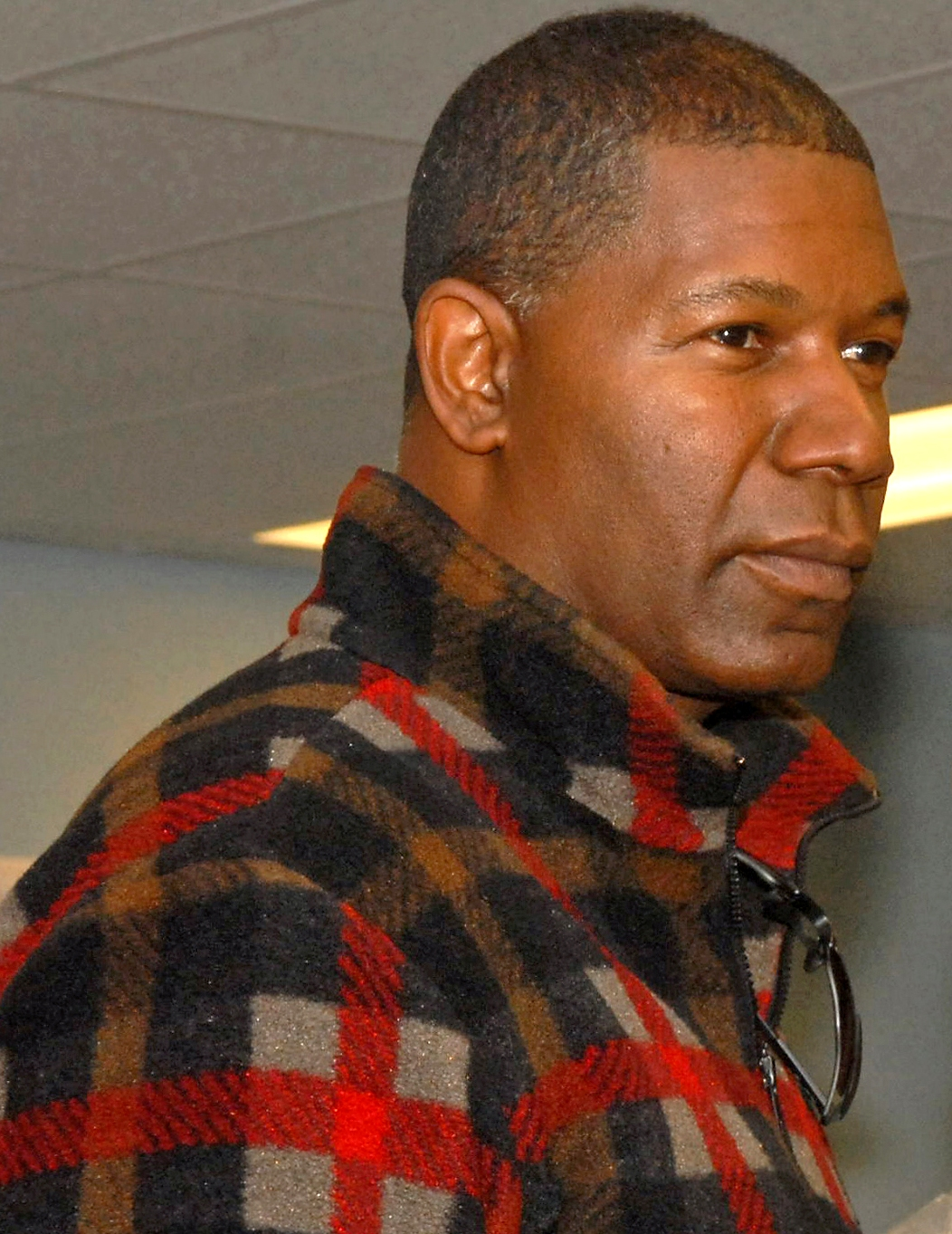
Dennis Haysbert (2009), Darsteller des Präsidenten David Palmer

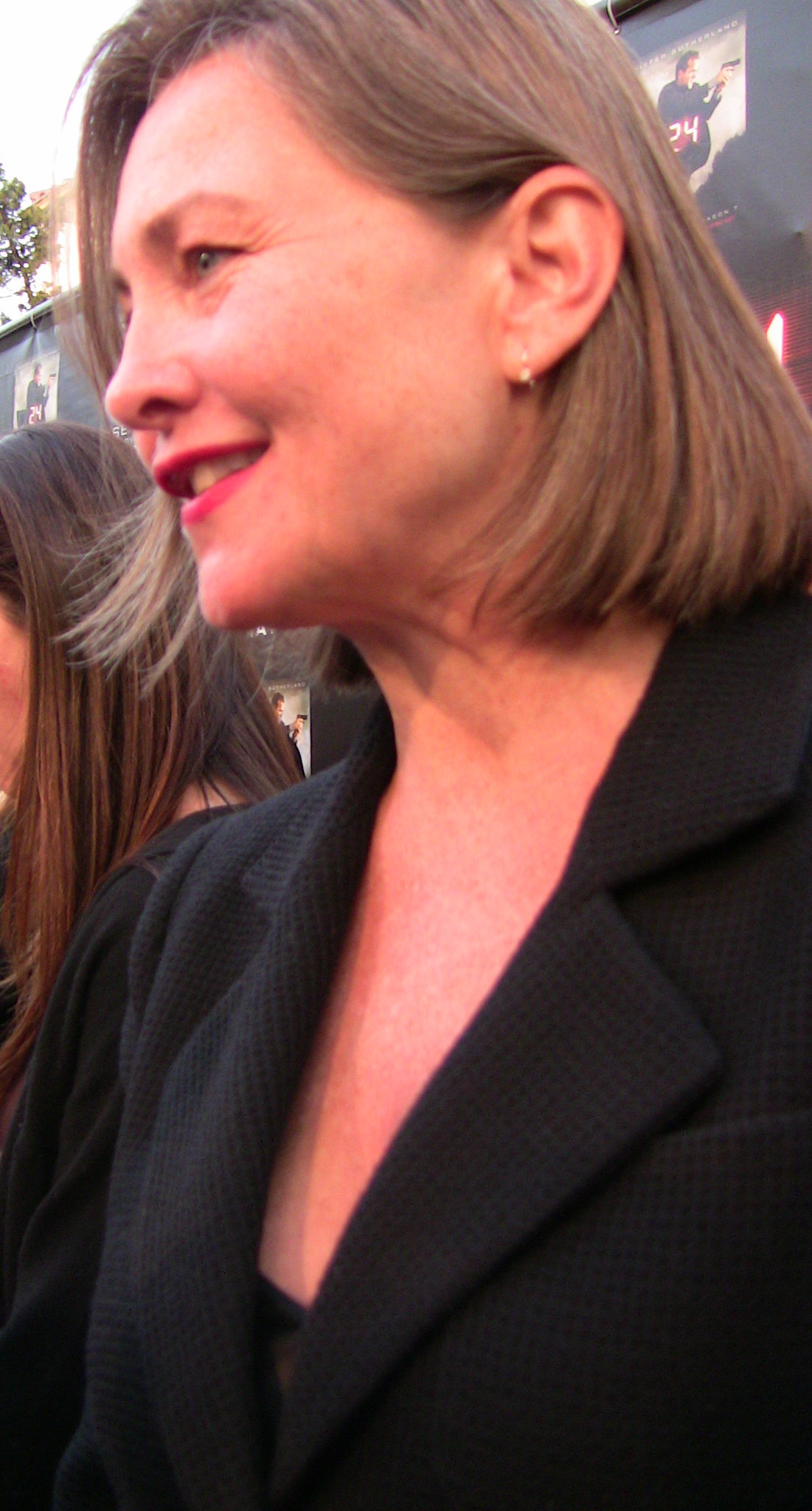
Cherry Jones (2009), Darstellerin der Präsidentin Alison Taylor

Schneider (2007) interpretierte das in der Serie gezeigte politische Spitzenpersonal und das Regierungshandeln als „mit respektloser Unbekümmertheit“ „vorgeführt“. Dies zeige sich etwa an Präsident Palmers, von Intrigen erschüttertem Familienleben, und am grotesken Verhalten des Vizepräsidenten Logan, „der agiert, als würde Dick Cheney von Bob Hope gespielt“. Gartenstein-Ross et al. (2008) fanden, dass die Serie die Vereinigten Staaten als „Quasi-Bananenrepublik“ darstelle. Fraktionen verschworen sich darin aktiv und mit großem Erfolg gegen den Präsidenten, was auch an der mit sieben sehr hohen Anzahl an Präsidenten in den ersten sechs Staffeln deutlich werde. Alston (2010) erkannte einen sich im Laufe der Serie verschlechternden Zustand der US-Präsidentschaft, was vor allem auf das Bestreben der Drehbuchautoren, Spannung zu erzeugen, zurückzuführen sei: „Der Abstieg vom Superheldenpräsidenten zu einem Anführer, der bestenfalls unbeholfen und schlechtestenfalls schurkisch ist, rührt größtenteils von der Tendenz von 24, den Einsatz mit jeder Staffel zu erhöhen.“
Die Entscheidung dafür, mit David Palmer einen afroamerikanischen Präsidentschaftskandidaten bzw. -präsidenten in die Handlung zu integrieren, basierte auf dem Wunsch der Drehbuchautoren, angesichts des großen Anteils von Afroamerikanern an der US-Gesamtbevölkerung einen nationalen Repräsentanten aus dieser ethnischen Gruppe zu haben. Wegen des Erfolgs Barack Obamas bei den Präsidentschaftswahlen 2008 behaupteten mehrere Autoren, dass die Bereitschaft der US-Amerikaner, einen afroamerikanischen Präsidenten zu wählen, durch die Figur David Palmer und 24 erhöht worden sei. Sterneborg verwies in der Süddeutschen Zeitung 2008 sogar auf – allerdings ungenannte – Studien, durch die dieser Einfluss belegt werde.
Die Entscheidung zugunsten einer US-Präsidentin basierte auf der Annahme der Autoren, dass sich Hillary Clinton um die Präsidentschaftskandidatur bewerben würde. Während Stanley (2009) die Figur der Präsidentin Alison Taylor als „entscheidungsfreudig und sogar ausgesprochen martialisch“ charakterisierte, sah Alston (2010) bei Taylor eine Tendenz, stets dem aktuellen Vorschlag eines ihrer männlichen Berater blind zu folgen, so wie etwa bei ihrer Entscheidung am Ende der Serie, von ihrem Amt zurückzutreten.

### Vertrauen und Instrumentalisierung
Ein wichtiges Thema der Serie ist Vertrauen. Das wird deutlich an den überaus häufig vorkommenden Sätzen Bauers: „Du musst mir vertrauen. Mehr kann ich dir im Moment nicht sagen.“ Johanna Adorján (2005) fand, dass dieses Prinzip dem von Religionen wie unter anderem dem Christentum entspreche. Wegen des permanenten Zeitmangels und Entscheidungsdrucks sei die Aufforderung die im Serienverlauf am häufigsten wiederholte, so Manderson (2009). „Wann auch immer Bauer mit Dissens oder Konfusion konfrontiert ist, sucht er nie nach Begründungen. Nie richtet er sich nach Alternativen oder lässt mit sich diskutieren.“ „Vertrau mir einfach“ sei das Mantra von 24 sowie zugleich Metapher für Bauers „perfekte Entfremdung von der Welt“, die im Serienverlauf stetig stärker geworden sei: Anfangs noch Leiter einer „schurkischen Regierungsorganisation“, der CTU, finde er sich zunehmend als ein Schurke und ein Ausreißer innerhalb der Organisation selbst wieder. Ein Großteil der Dramatik in der Serie komme durch den Deckmantel von Geheimhaltung und Isolation zustande, unter dem Bauer, basierend auf seinem Drängen, blind zu vertrauen, operiere und der im Serienverlauf mehrfach Fehltritte, Konfusionen und Missverständnisse auslöse.
Freuler (2006) empfand es als eine der Kernbotschaften der Serie, niemandem zu vertrauen. Das werde an Bauers wiederholten Aufforderungen deutlich, anderen zu misstrauen, und beim Enttarnen von Maulwürfen bestätigt.
Mehrere Autoren hoben hervor, dass es in 24 um die Instrumentalisierung von Menschen und Menschengruppen gehe. Für Riegler (2008) etwa stand fest, dass sich die Terroristen in der Handlung stets als Handlanger und Marionetten übergeordneter Interessen erweisen, so wie in der zweiten Staffel, in der die Gruppe Second Wave von einem US-amerikanischen Ölkonsortium gesteuert wird. Keller (2008) meinte, dass fast jeder käuflich sei, Eigennutz über moralische Skrupel siege und die gesellschaftlichen Gruppen, die die Wirtschaft beherrschen, ethische Bedenken nur als Zeichen von Schwäche interpretierten. Keller schloss daraus auch auf eine alle sozialen Schichten durchdringende Korruption der US-Gesellschaft als ein Thema von 24.

### Technologie

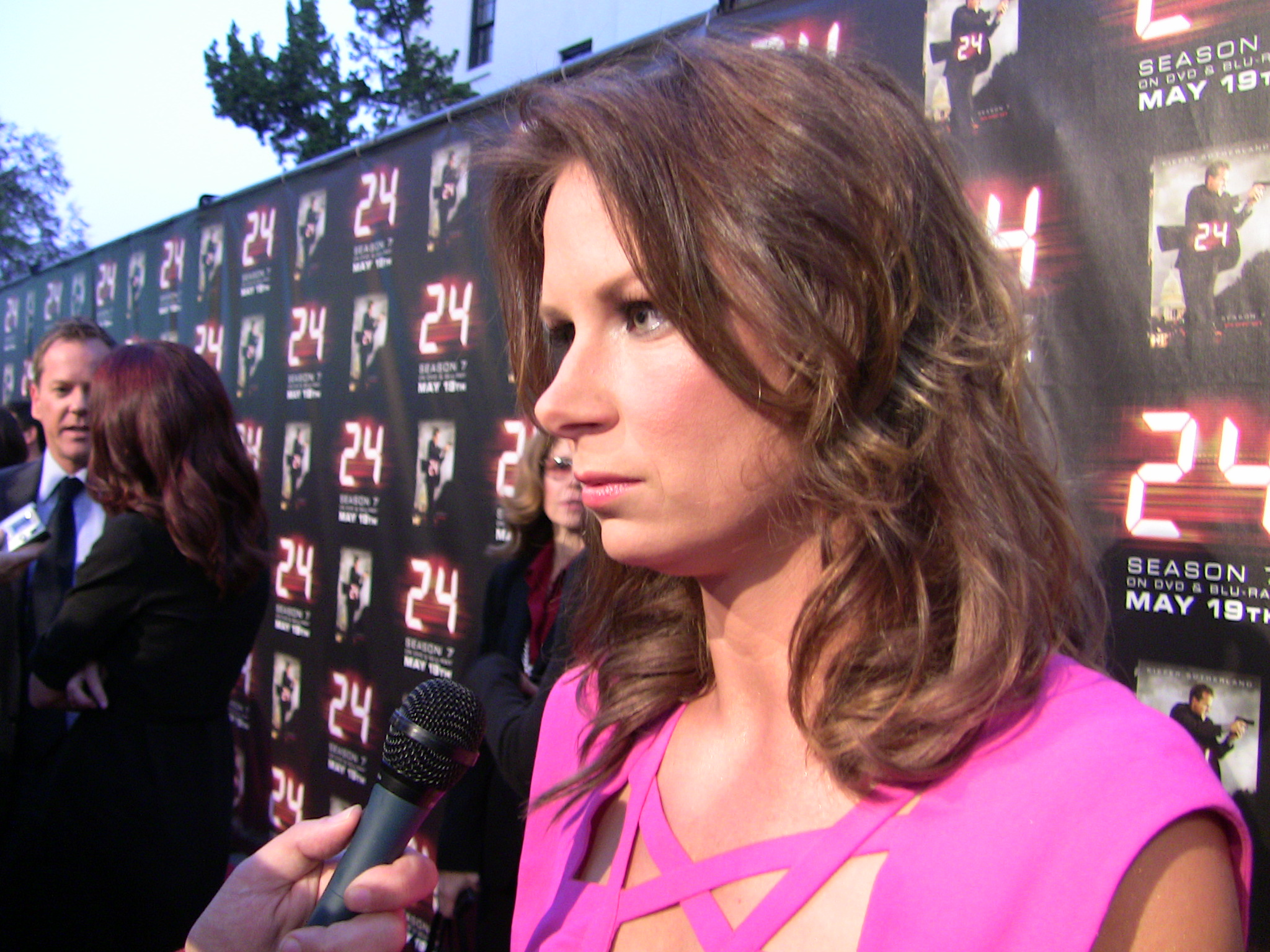
Mary Lynn Rajskub (2009), Darstellerin der Chloe O’Brian

Computer besitzen in der Serie eine zentrale Bedeutung. Schneider (2007) etwa hob die Bedeutung des Computers für Handlung und Spannungshaltung als so dominierend wie die Gottes hervor. Der Computer bilde in der Serie zusammen mit Mobiltelefon und Satellit „so etwas wie eine digitale Trinität“, mit den vier Eigenschaften Allgegenwart, Allwissenheit, Allmächtigkeit und Unerforschbarkeit. „Wenn alles ins Ausweglose abgeht, wenn die Logik verdorrt ist, wenn die Spuren verweht sind und die Ermittler wütend durch Sackgassen stampfen, geht ein digitales Lichtlein an – und schon sind alle wieder in Aktion.“ Bauer habe die Fäden nicht selbst in der Hand und hänge in Wirklichkeit „am Tropf der digitalen Maschine“. Dowd meinte in Arnone (2006), die Technologie in der Serie diene dem Steigern der Fähigkeit der Charaktere, die richtige Entscheidung so schnell wie möglich zu treffen.
Marc Ottiker (2013) meinte, dass in der Serie „Bildschirme in hypergeheimen Kommandozentralen als ikonische Zeichen einer Welt“ wirkten, „in der Drohnenangriffe in fernen Weltgegenden und die vertraute Heimat eine gespenstische Beziehung eingehen“; die Technik suggeriere Überlegenheit und Sicherheit.
Haas (2007) verstand die überaus wichtige Rolle, die Mobiltelefone in der Handlung spielen, als Symbol für die Anforderungen der heutigen Arbeitswelt, flexibel und stets erreichbar zu sein. In Bezug auf permanente Mobilität und Erreichbarkeit habe Bauer „das neoliberale Arbeitsethos zutiefst verinnerlicht“, so Riegler (2008).
Eine oft zentrale Rolle bei der Beschaffung von Informationen per Computer spielte ab der dritten Staffel die Figur Chloe O’Brian. Sie wurde mehrfach mit den stereotypischen Eigenschaften eines Nerds charakterisiert. Stevens (2010) etwa empfand sie als „brillantes, aber sozial unbeholfenes Computer-Genie“ und als „äußerst talentiert, aufs Schärfste loyal und eine zutiefst sensible Seele“. Darüber hinaus befand Stanley (2010), dass ihre „Griesgrämigkeit“ das einzige wiederkehrende Humorelement der Serie sei.

## Kontroversen

### Folter
In den USA kam es im Zuge der Erstausstrahlung der Staffeln, vor allem der vierten und der sechsten Staffel, zu öffentlichen Diskussionen, die sich auch um mögliche Beeinflussungen, Auswirkungen und Einflüsse der Darstellungen von Folter in der Serie drehten. An den Diskussionen waren neben der Presse auch Wissenschaftler sowie Politiker, Vertreter von Militär und Justiz und andere Interessenvertreter beteiligt. In Deutschland erlangte die Debatte kein ähnliches Maß an Öffentlichkeit, in der Schweiz kam es im Rahmen der Folter-Kontroverse zu einer juristischen Auseinandersetzung.
Teil der Debatte war auch die Häufigkeit von Folterszenen. Die US-amerikanische Interessenvertretung Parents Television Council etwa zählte in den ersten sechs Staffeln 89 Szenen, in denen gefoltert wird. Die vierte Staffel wird von vielen Rezipienten, darunter auch von den Prüfern der Freiwilligen Selbstkontrolle Fernsehen, als diejenige mit den bis dahin meisten Folterszenen angesehen.
Die Wirkung der Gewalt von Folterdarstellungen wird durch verschiedene inszenatorische Faktoren unterschiedlich stark betont. Zu den Faktoren gehören das Zeigen oder Verbergen sowohl der Folterhandlung als Ganzes als auch von Details, die Dauer der durch Gewalt auf dem Bildschirm beanspruchten Zeit und die Benutzung von Klängen, um Schmerz auszudrücken. Auch wegen der von Vielen als drastisch wahrgenommenen Folterdarstellungen wurde die Serie, teils negativ kritisierend, dem Horror-Subgenre Torture Porn (deutsch: Folter-Porno) zugeschrieben.

#### Wirkung auf Zuschauer
Charakteristisch für die vierte Staffel ist der häufige Einsatz von Folter nicht nur durch Bauer, sondern durch die CTU und somit durch den Staat. Auch in Bezug darauf wurde der Staffel bescheinigt, eine faschistische Botschaft zu vermitteln, etwa weil der Staat die Bürgerrechte missachte. Dagegen wurde der Staffel zugutegehalten, dass sie durch das Foltern Unschuldiger und das Zeigen der von Folter verursachten Schmerzen deutlich mache, dass Folter nicht immer erfolgreich ist. Die Zeitschrift The Nation und die New York Times hoben es als gegenüber den vorherigen Staffeln neu hervor, dass Folter in der vierten Staffel als Melodram eingesetzt werde und die Serie so Folter normalisiere.
Im Zusammenhang mit den Folterhandlungen zog der Philosoph Slavoj Žižek Anfang 2006 in seinem Artikel The depraved heroes of 24 are the Himmlers of Hollywood (deutsch etwa: „Die verdorbenen Helden von 24 sind die Himmlers von Hollywood“) für den britischen Guardian Parallelen zwischen der Serie und dem Dilemma Heinrich Himmlers bei der Organisation des Holocaust, wie Menschen dazu zu bewegen seien, „schmutzige Dinge“ zu erledigen, ohne sie „in Monster zu verwandeln“ (siehe Staffel 4).
Arnold (2007) sprach bei der fünften Staffel von einer ideologischen Kurskorrektur von rechts-konservativ hin zu demokratisch, da hinter der terroristischen Bedrohung das Weiße Haus steckt, das im Interesse der US-Ölindustrie einen internationalen Konflikt auslösen will. Mit selbiger Begründung vertraten Hanks (2008) und Wilson (2009) die Ansicht, dass die fünfte Staffel liberale Elemente habe erkennen lassen. Diez und Hüetlin (2013) interpretierten 24 im Spiegel pauschal als „rechte Rache-Serie“.
Unter anderem Menschenrechtsaktivisten stellten die Theorie auf, es existiere ein sogenannter „Jack Bauer effect“. Der Effekt sei ein psychologischer und besage, so Hill (2009), dass dem Zuschauer verstandesmäßig klar sei, dass er eine fiktive Handlung verfolge, durch das Anschauen der Sendung trete aber eine Gewöhnung ein und die Folter werde verharmlost. Im Zuge des Starts einer Anti-Folter-Kampagne im Mai 2014 nannte die Menschenrechtsorganisation Amnesty International 24 als beispielhaft für Folterdarstellungen in Fernsehserien. Die Darstellungen seien für das weltweite Ausmaß der Folteranwendung verantwortlich, die Serien hätten Folter gegenüber einer ganzen Zuschauergeneration glorifiziert.
Eine Meinungsumfrage des von der Universität von Maryland geführten Projektes WorldPublicOpinion.org ergab 2008, dass 44 Prozent aller US-Amerikaner die Anwendung von Folter zur Terrorismusbekämpfung oder für andere Zwecke befürworten; 2006 waren es noch 36 Prozent. Für den Arzt Dr. Homer Venters stand fest, dass Jack Bauer diese Zustimmung zur Folter erzeugt und reflektiert habe, wie Venters in einem Artikel für die medizinische Fachzeitschrift The Lancet (2008) schrieb: „Wir geraten durch den Glanz und das raue Charisma, die wir auf Jack Bauer, auf die Illusion von Schutz und auf die Verlockung von Selbstjustiz projizieren, in Versuchung.“ Ebenfalls mit der Begründung, dass Folter wegen Fernsehserien wie 24 durch die Bevölkerung befürwortet werde, behauptete Alfred W. McCoy, Autor des Buches A Question of Torture, dass es der Bush-Regierung ermöglicht worden sei, Gesetze und Abkommen zu unterlaufen, ohne öffentliche Empörung auszulösen. McCoy ließ sich mit dieser Aussage in dem oscarprämierten US-Dokumentarfilm Taxi zur Hölle (Taxi to the Dark Side) zitieren, in dem Regisseur und Drehbuchautor Alex Gibney unter anderem die Verantwortung für den Abu-Ghuraib-Folterskandal und für Folterhandlungen im Guantanamo-Lager thematisierte und auch zwei Szenen aus der vierten 24-Staffel zeigte. Zu einem ähnlichen Urteil wie Venters kam auch Suter (2008) im SWR2: „Wenn ein Jack Bauer foltert, nimmt das zuschauende Publikum während der ganzen Prozedur an, dass die gefolterte Person schuldig ist oder geheime Informationen besitzt und wird so zum Komplizen in der Hoffnung, dass die Folter ‚gelingt‘.“ Bezug nehmend auf denselben Aspekt nannte der Psychologe Wolfgang Hantel-Quitmann (2009) die Serie als Beispiel für die Hybris, also für die „Verletzung ethischer Werte durch eine Person, die sich in großer Verblendung und Selbstherrlichkeit als Retter aufspielt“. Der Zuschauer werde in der Identifikation mit dem Hauptdarsteller dazu gebracht, sich von beinahe sämtlichen Werten des demokratischen Rechtsstaates und der Genfer Konventionen zu verabschieden, da zur Terrorismusabwehr jedes Mittel recht sei.
Miesen (2007) äußerte sich in dem Onlinemagazin filmszene.de überzeugt davon, dass die Serie Folter zwar als Ultima Ratio in Grenzsituationen einsetze, sie aber nicht glorifiziere, weil sie die seelischen Folgen sowohl für die Gefolterten als auch für die Folternden, die stets auch einen Teil von sich selbst zerstörten, aufzeige. Mendelson meinte in der Onlinezeitung Huffington Post (2013), dass 24 im Rahmen der Kontroverse um die Folterdarstellungen in dem Spielfilm Zero Dark Thirty als stereotyp für die Glorifizierung von Folter benutzt worden sei. Jedoch sei 24 „nie ‚die Folter-Serie‘“ gewesen, weil sie die Anwendung von Folter zur Benutzung in einer zivilisierten Gesellschaft nie gefeiert oder geduldet habe. Folter sei in der Serie entweder der letzte Akt der verzweifelten „Guten“ oder die erste Handlung der „Bösen“ gewesen, und sie habe ebenso oft im Misserfolg geendet.

#### Vorbildwirkung auf Staatsbedienstete
Im November 2006 besuchten Patrick Finnegan, Brigadegeneral und Dekan der Militärakademie in West Point, und drei Vernehmungsspezialisten der US-Armee und des FBI das Produktionsteam unangekündigt in dessen Studio. Der Besuch war durch die Menschenrechtsorganisation Human Rights First im Rahmen ihrer politischen, gegen Folter gerichteten Arbeit arrangiert worden. Finnegan und seine Begleiter argumentierten, dass die Serie unethisches und illegales Verhalten fördere und US-Soldaten bei der Ausübung ihres Dienstes nachteilig beeinflusse, und versuchten deshalb, die Produzenten davon zu überzeugen, Folter in der Serie zukünftig nicht als erfolgreiche, sondern als scheiternde Verhörmethode darzustellen. Einer der drei Experten, einst Vernehmungsbeamter im Irakkrieg, argumentierte damit, dass sich im Irak stationierte US-Soldaten durch die in der Serie gezeigten Verhörmethoden für reale, selbst durchgeführte Vernehmungen inspirieren ließen. Finnegan zufolge sei es unter anderem durch 24 schwieriger geworden, einige der von ihm unterrichteten Kadetten davon zu überzeugen, dass die USA Gesetze und Menschenrechte zu respektieren hätten. Als weiteres Argument brachte er vor, dass die Serie durch das Zeigen einer US-Regierung, die vielfältige Formen der Folter ausüben lasse, dem internationalen Ansehen der USA schade.
Über den Besuch Finnegans und der Vernehmungsexperten berichtete erstmals Jane Mayer, Autorin des Buches The Dark Side, in dem vielbeachteten Artikel Whatever It Takes für das Magazin The New Yorker am 19. Februar 2007. Ebenfalls ging es darin um ein Interview von Mayer mit Surnow, in dem das republikanische Parteimitglied Surnow die Anwendung von Folter in Ausnahmesituationen wie etwa einer drohenden Atombombenexplosion befürwortete. Unter anderem Presseautoren reagierten darauf mit Beiträgen, dass die Serie durch die politischen Ansichten Surnows motiviert sei. Wenige Tage nach Erscheinen von Mayers Artikel kündigte Drehbuchautor Howard Gordon an, dass die Serie zukünftig weniger Folterszenen beinhalten werde, weil die Folter beginne, „etwas abgedroschen“ zu wirken, und weil die Idee von körperlicher Nötigung oder Folter „keine Neuheit oder Überraschung mehr“ darstelle. Als eine weitere Reaktion auf Mayers Artikel sagte Surnow, dass es nicht seine Absicht oder die der anderen 24-Erschaffer gewesen sei, Folter als großartig darzustellen. Bezug nehmend auf den Artikel, nannte es Keller (2008) in der Funkkorrespondenz „verräterisch“, dass einer der drei Vernehmungsspezialisten von eigenen Erfahrungen mit Folterverhören berichten konnte, und wies darauf hin, dass das Militär und die Behörden, obwohl sie Folter befürworteten, die Anwendung von körperlicher Gewalt auf Befehl des US-Präsidenten hin lieber vor der Öffentlichkeit verbergen.
Im September 2002 trafen sich US-Regierungsvertreter im Gefangenenlager von Guantanamo, um über neue Verhörmethoden zu diskutieren. Dass ihnen dabei auch 24 als Inspirationsquelle diente, machte der britische Jurist Philippe Sands 2008 öffentlich. Die 2002 in die Gespräche involvierte Militärjuristin und Offizierin Diane Beaver sagte Sands, dass die Figur Jack Bauer den Menschen im Herbst 2002 „eine Menge Ideen“ gegeben habe. Den Aussagen anderer Mitarbeiter gegenüber Sands entsprechend habe die Serie direkt dazu beigetragen, dass die in den Vernehmungseinrichtungen Beschäftigten dazu ermutigt worden seien, sich selbst „als an der Frontlinie zu betrachten und weiter zu gehen, als sie es unter anderen Umständen getan hätten“. Zudem habe es 24 Gegnern von Misshandlungen schwieriger gemacht, die Misshandlungen zu stoppen.

#### Bewertungen durch Politiker und Interessenvertreter
Im Juni 2006 lobte der republikanische US-Innensicherheitsminister Michael Chertoff die Darstellung des Krieges gegen den Terror in der Serie und bewertete sie als Reflexion der Realität. Er sagte das als Teilnehmer einer Podiumsdiskussion, die durch die politisch konservative Denkfabrik Heritage Foundation veranstaltet und von Rush Limbaugh moderiert wurde, über 24 und das Image der USA in Bezug auf Terrorismusbekämpfung. Am selben Tag folgten Joel Surnow und andere Mitglieder des Stabes der Serie einer Einladung ins Weiße Haus, bei der die Republikaner Karl Rove, Tony Snow und Mary Cheney zugegen waren. O’Mathuna (2010) nannte die Diskussion als Beispiel für mögliche Einflüsse von 24 auf hochrangige, US-amerikanische Entscheidungsträger.
Etliche Vertreter des republikanischen beziehungsweise konservativen politischen Spektrums äußerten sich zu den Folterdarstellungen in der Serie. Antonin Scalia, Richter am Obersten Gerichtshof der Vereinigten Staaten, verteidigte im Juni 2007 als Teilnehmer einer Podiumsdiskussion die Verhörmethoden Jack Bauers und argumentierte, dass Strafverfolgungsbehörden in Krisenzeiten Handlungsspielraum benötigten. Der Jurist John Yoo, der unter der Bush-Regierung maßgeblich am Entwurf der sogenannten Folter-Memos beteiligt war, zitierte in seinem Buch War by Other Means: An Insider’s Account of the War on Terror Jack Bauer und argumentierte, dass Folter in extremen Fällen wie beispielsweise dem Tickende-Zeitbombe-Szenario gerechtfertigt sei. Der Präsidentschaftskandidat Tom Tancredo befürwortete in einer Wahlkampfdebatte der Republikaner, die im Mai 2007 stattfand, die Verhörmethoden Bauers für das Verhindern von angedrohten Nuklearwaffen-Anschlägen, und erhielt dafür großen Applaus aus dem Publikum; zudem kam es diesbezüglich zu heftigen Debatten im Internet. Aus dem konservativen Spektrum kamen aber auch ablehnende Standpunkte. Melissa Caldwell von der konservativen Interessenvertretung Parents Television Council sagte: „‚24‘ ist der schlimmste Straftäter im Fernsehen: der häufigste, der drastischste und der Anführer des Trends, die Protagonisten beim Ausüben von Folter zu zeigen“. Die Radiomoderatorin Laura Ingraham führte die Bekanntheit der Serie als Beweis dafür an, dass brutales Vorgehen durch die US-Amerikaner favorisiert wird.
Es äußerten sich aber auch Personen aus dem demokratischen politischen Spektrum öffentlich in Bezug auf 24. Die pro-demokratische Moderatorin und Bloggerin Taylor Marsh etwa verspottete im Januar 2006 in ihrem Blog die Republikaner und bezeichnete dabei Jack Bauer als Held und Demokrat. Nachdem sich Bill Clinton 2007 die Folteranwendung im Tickende-Zeitbombe-Szenario befürwortend geäußert hatte, verteidigte er in der Polit-Talkshow Meet the Press Aussagen seiner für die Präsidentschaft kandidierenden Ehefrau Hillary Clinton, die Folter als Teil der US-Politik ablehnte. Dabei ging er mehrfach auf 24 und Jack Bauer ein. Die Äußerungen sorgten ebenfalls für Diskussionen im Internet und wurden zu einem Thema in der Tagespresse.
An der juristischen Fakultät der Universität von New York wurde 2007 öffentlich über die Folterdarstellungen in 24 diskutiert. Daran nahmen auch Vertreter von Human Rights Watch und des amerikanischen Militärs sowie der Kulturwissenschaftler Richard Slotkin teil. Gemäß Arnold (2007) sah Slotkin in der Serie das klassische Muster der amerikanischen Nationalmythologie, den stets schwelenden Konflikt zwischen Ordnung und Gesetzlosigkeit. Slotkin: „Immer steht die Zukunft der Nation auf dem Spiel, immer ist der Konflikt nur lösbar durch die entschlossene Tat, nie durch Verhandeln; und stets ist die Ordnung nur wiederherzustellen, indem sie verletzt wird“. Folter sei nun „Teil unserer nationalen Mythologie geworden“, so Slotkin.
Vor allem, weil sich in Bezug auf Folter so viele Juristen auf Jack Bauer berufen haben und ihn „öfter als die Verfassung“ zitiert hätten, charakterisierte ihn die Journalistin Dahlia Lithwick im US-Nachrichtenmagazin Newsweek (2008) als einflussreichsten Denker und wichtigste Triebkraft der amerikanischen Verhördoktrin.

#### Die siebte Staffel als Reaktion auf die Kritik an Folter
Die Produzenten und Drehbuchautoren nutzten die siebte Staffel, um auf die öffentliche Kritik an der Darstellung von Folter durch die Serie zu reagieren. Die Anhörung beziehungsweise Anklage Jack Bauers vor einem Untersuchungsausschuss des Senats diente ihnen – entsprechend Gordons Aussage – dazu, 24 zu verteidigen, „statt die ganze Serie und ihre Geschichte und ihr Vermächtnis auszuverkaufen und uns für sie zu entschuldigen und sie schließlich für ungültig zu erklären.“ Die starke Namensähnlichkeit zwischen Senator Blaine Mayer, dem Ausschussvorsitzenden, und Jane Mayer war beabsichtigt. Eine Reaktion stellen auch die von Selbstreflexion geprägten Aussagen Bauers in der Staffel dar. Zum Beispiel sagt er am Beginn der Staffel: „Wir haben in all den Jahren soviele geheime Dinge getan, um dieses Land zu beschützen, wir haben zwei Welten geschaffen – unsere und die der Menschen, die wir versprechen zu schützen“ (deutsche Übersetzung aus der englischen Originalfassung). Die Staffel wurde zudem als Zugeständnis an das politische Klima in den Vereinigten Staaten verstanden, das angesichts der Behandlung von Terroristen unter der Bush-Regierung von einer zunehmend Folter ablehnenden Stimmung in der Bevölkerung geprägt war. Rezipienten glaubten auch einen Zusammenhang zur Wahl Barack Obamas zum neuen US-Präsidenten und dessen Ankündigung zu erkennen, dass nicht mehr gefoltert werden dürfe. Weil Folter in der siebten Staffel nicht mehr in dem Maße eingesetzt werde, wie es in vorherigen Staffeln der Fall war, urteilte etwa Hannes Stein in der Welt: „Die Serie ist [unter Barack Obama] windelweich gekocht worden. Mit der Schlaffheit des politisch Korrekten hängt sie jetzt an der Leine von ‘Fox 5’.“

#### Juristische Auseinandersetzung in der Schweiz
Der Schweizer Rechtsanwalt Claude Schönthal reichte im Oktober 2007 bei der Ombudsstelle der SRG SSR Beschwerde gegen die Ausstrahlung der Serie im Schweizer Fernsehen ein. Hauptsächlich mit Beispielen aus der vierten Staffel argumentierend, gab sich Schönthal überzeugt davon, dass die USA in 24 Propaganda für Folter betreiben mit dem Ziel, Folter als notwendiges Mittel darzustellen, und dass die hemmungslose Gewaltanwendung für den Zuschauer zur akzeptablen und vertrauten Handlung werde. Das komme dadurch zum Ausdruck, dass Folter stets durch die Guten – vor allem in Form von Bauer als Identifikationsfigur – ausgeübt werde und diese die Menschenwürde nicht beachten. Schönthal sah durch die Ausstrahlung bestimmter Szenen der Serie auch Vorschriften und Regelungen verletzt, darunter solche der Schweizerischen Verfassung und des Strafgesetzbuches. Der SF-Redaktionsleiter Michel Bodmer sagte in seiner Stellungnahme zu den Vorwürfen unter anderem: „Die Darstellung von Folter in '24' ist […] vielfältig und widersprüchlich, also keineswegs einseitig und positiv, wie dies zum Zwecke der Propaganda sein müsste.“ Im Ergebnis von Schönthals Beschwerde wurde die Richtlinie Gewaltdarstellungen im fiktionalen Programm des Schweizer Fernsehens um zwei Sätze ergänzt, die unter anderem besagen, dass der Rechtsstaat bei der Strafverfolgung keine Folter anwenden darf.

### Muslime und Türken als Terroristen
Zum Erstausstrahlungsbeginn der vierten Staffel wurde FOX vom Rat für Amerikanisch-Islamische Beziehungen (CAIR) für die Darstellung von amerikanischen Muslimen als Verdächtige negativ kritisiert. FOX reagierte darauf mit geringfügigen Änderungen an einzelnen Episoden und mit Spots, die Muslime in einem positiven Licht zeigen. Im selben Monat beanstandete der Britische Rat der Muslime die Porträtierung von Muslimen als „durchweg feindschaftlich und unausgeglichen“ und Islamophobie fördernd (siehe Staffel 4). Die für Türkisch-Amerikaner eintretende Organisation Assembly of Turkish Americans Associations und die türkische Botschaft in den Vereinigten Staaten kritisierten FOX und die Produzenten negativ dafür, dass die Staffel die Türkei als Ursprungsland der Terroristen darstelle. Zum Start der sechsten Staffel im Januar 2007 erneuerte der CAIR seine Kritik und forderte die Drehbuchautoren dazu auf, bei ihrer Darstellung von Muslimen vorsichtig zu sein. Als Reaktion darauf erklärte FOX schriftlich, dass es mit der Auswahl seiner Charaktere keine spezielle ethnische oder religiöse Gruppe beschuldigen wolle.
Auf die von den Interessenvertretungen geäußerte Kritik gingen manche Autoren ein. Yin (2009) meinte, dass das Problem bei der Darstellung von Arabern als Terroristen in der Serie weniger in ihren Rollen als Schurken liege, sondern vielmehr in ihrer eindimensionalen Natur als „nihilistische Nullen“, wodurch die an ihnen ausgeübte Folter akzeptabler erscheine, als wenn sie als Menschen betrachtet würden. Er hielt 24 deswegen für nicht so negativ voreingenommen wie von anderen Kritikern beklagt. Denn sogar in den Staffeln, in denen die Terroristen arabischstämmig sind, gebe es gewöhnlich auch andere, nichtarabische Schurken, wie etwa Marie Warner in der zweiten Staffel.

## Adaptionen und Einflüsse

### Ableger
2017 strahlte FOX die Ableger-Fernsehserie 24: Legacy aus. Darin spielte Corey Hawkins die Hauptrolle, Kiefer Sutherland war nicht mehr als Schauspieler beteiligt. Die 12-teilige Staffel blieb wegen zu schlechter Einschaltquoten ohne Fortsetzung.
2018 waren zwei neue, auf 24 basierende Fernsehserien im Gespräch: Ein Prequel, das von Jack Bauers Vergangenheit erzählt, und eine Gerichtsserie im Echtzeitformat. Beide Projekte schafften es nicht, verfilmt zu werden. Gespräche von FOX-Verantwortlichen über eine Wiederbelebung von 24 in Serienform gab es aber auch 2019.

### Indische Adaption

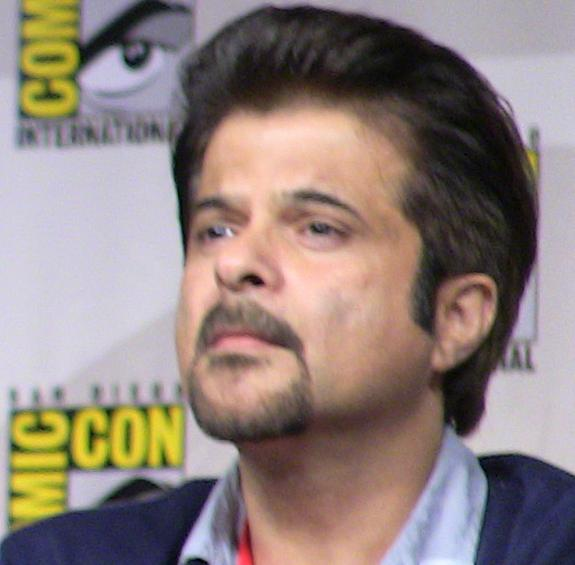
Anil Kapoor

Der Schauspieler Anil Kapoor, Darsteller des Omar Hassan in der achten Staffel, produzierte eine indische Neuverfilmung von 24, in der er auch die Hauptrolle des Jack-Bauer-Äquivalents Jai Singh Rathod spielt. Kapoors Produktionsunternehmen erwarb von FOX für die Summe von 1 Milliarde Indischer Rupien die Rechte an 24, womit die Adaption zur teuersten indischen Fernsehserie wurde. Die erste Staffel wurde in Indien 2013 erstausgestrahlt, die zweite Staffel 2016.

### Andere Fernsehserien
Die 2009 bis 2011 produzierte und auf KiKA ausgestrahlte deutsche Fernsehserie Allein gegen die Zeit entstand nach dem Vorbild von 24. Jede Episode entspricht darin ebenfalls einem Erzählzeitraum von 60 Minuten, dauert aber nur 25 Minuten. Der US-Fernsehserie Prison Break (2005–2009) wurde zugeschrieben, Ideen aus 24 übernommen zu haben, zum Beispiel hinsichtlich des Handlungstempos. Der deutschen Fernsehserie GSG 9 – Ihr Einsatz ist ihr Leben (2007–2008), in der es um die Arbeit einer staatlichen Spezialeinheit geht, wurde bescheinigt, eine deutsche Version von 24 zu sein. Adam Fierro, Drehbuchautor und Produzent für die sechste 24-Staffel, wurde durch das von Human Rights First 2006 arrangierte Treffen der Vernehmungsspezialisten mit dem Produktionsteam dazu motiviert, Folter in der US-Fernsehserie The Shield – Gesetz der Gewalt (2002–2008), bei der er ebenfalls als Drehbuchautor tätig war, als scheiternde Verhörmethode darzustellen.

### Merchandising-Produkte
In den Vereinigten Staaten veröffentlichte Pocket Books zwischen 2005 und 2010 elf Romane innerhalb der Reihe 24 Declassified. Sie spielen alle vor Handlungsbeginn der ersten Staffel. Jeder Roman erzählt – äquivalent zu jeder Staffel – einen 24-stündigen Zeitraum, aufgeteilt in 24 Kapitel. Die ersten drei Romane erschienen bei Panini unter dem Reihentitel 24, Akte freigegeben auf Deutsch. Seit 2014 erschienen auf Englisch beim Verlag Titan Books drei weitere Romane. Der erste von ihnen, Deadline, erschien auf Deutsch bei Cross Cult, spielt allerdings nicht innerhalb von 24 aufeinanderfolgenden Stunden. Er schließt direkt an das Ende der achten Staffel an und erzählt von Jack Bauers Flucht vor den amerikanischen und russischen Strafverfolgungsbehörden.
Zudem erschienen im US-Verlag IDW Publishing von 2004 bis 2008 fünf Comicbände, von denen der vierte bei seiner Erstveröffentlichung aufgeteilt in fünf Heften erschien. Die ersten drei Comics erschienen Deutsch übersetzt in dem Sammelband 24: Der offizielle Comic zur TV-Kultserie. 2014 folgte der Comic 24: Underground, der in der Zeit zwischen der achten Staffel und Live Another Day spielt. Zur Literatur gehören außerdem eine von 2006 bis 2008 in insgesamt 12 Ausgaben erschienene Zeitschrift (24: The Official Magazine) und etliche Begleitbücher, die Hintergrundinformationen wie etwa Produktionsberichte, Fotos und Interviews, aber auch Episodenführer und die Handlung der Fernsehserie weiter vertiefende Informationen beinhalten.
Es wurden auch etliche Spiele vertrieben. Dazu gehören Handyspiele wie etwa 24: The Mobile Game und zwei Online-Spiele. Unter dem Titel 24: The Game ist ein von Sony Computer Entertainment angebotenes, 2006 veröffentlichtes Action-Adventure-Computerspiel für die PlayStation 2 verfügbar. Es ist inhaltlich zwischen der zweiten und dritten Staffel angesiedelt und beinhaltet 58 sogenannte „Missionen“. Der Spieler kann in die Rolle einer beliebigen Figur schlüpfen. Darüber hinaus wurden Brettspiele und Kartenspiele zur Serie veröffentlicht.
Es wurden einige Webserien veröffentlicht. Dazu gehören unter anderem The Rookie: CTU, die von einem jungen, unerfahrenen CTU-Mitarbeiter handelt, und 24 – Einsatzbesprechung für Tag 6, die die Ereignisse der sechsten Staffel unmittelbar nach dem Ende von deren Erzählzeitraum thematisiert. Außerdem erschien die Mobisode 24: Conspiracy, die von den Ermittlungen eines CTU-Agenten in einem Mordfall handelt. Einige dieser Miniserien wurden zusätzlich auf den 24-DVDs veröffentlicht. Manche dienten im Rahmen von Verträgen mit Sponsoren (siehe auch: Budget, Sponsoring und Produktplatzierung), wie etwa Sprint Nextel und Unilever, zur Werbung, zur Produktplatzierung, zum Markentransfer und zur Cross-Promotion.
Weiterhin wurden Wandkalender, Actionfiguren, Armbänder, ein Eau de Toilette und ein 24-Energydrink vermarktet.

### Humoristische Adaptionen
Etliche US-amerikanische Medien parodierten oder karikierten 24. Dazu zählen Satiresendungen wie etwa Late Night with Conan O’Brien, die unter anderem die Länge der Rückblenden als unverhältnismäßig lang darstellte, sowie The Daily Show with Jon Stewart und The Colbert Report. Die Show MADtv zeigte in mehreren Ausgaben 24-bezogene Sketche, von denen einer beispielsweise Bauer beim Anwenden seiner Verhörmethoden auf einen Orang-Utan beinhaltete. Das US-Satiremagazin MAD widmete sich in mindestens fünf verschiedenen Ausgaben der Serie. Eine davon enthielt einen 6-seitigen Comic, der die zweite Staffel und ihre Figuren persifliert. Auch das Heft 131 der deutschen Comicheftreihe Simpsons Comics parodiert 24. Die zweieinhalbstündige US-Filmproduktion 24 XXX – An Axel Braun Parody ist eine 2014 zumindest auf DVD erschienene Parodie auf 24 in Form eines Pornofilms und entstand unter der Regie des Italieners Axel Braun und mit Kurt Lockwood in der Hauptrolle des Jack Bauer.
In zahlreichen Fernsehproduktionen wurden 24, die CTU, Jack Bauer und andere Charaktere der Serie erwähnt, meist in ironischer Weise beziehungsweise in Form von Anspielungen innerhalb von Dialogen. Dazu gehören US-Fernsehserien wie American Dad, Entourage, Gilmore Girls, Happy Endings, In Plain Sight – In der Schusslinie, It’s Always Sunny in Philadelphia, Das Büro, Scrubs – Die Anfänger, 30 Rock und mindestens drei Episoden von Dr. House. In einer Dr.-House-Episode zum Beispiel reagiert House sarkastisch auf einen Notfall, indem er empfiehlt, Jack Bauer herbeizurufen. Erwähnt wurde Jack Bauer auch in den britischen Fernsehserien The Sarah Jane Adventures und Dead Set.
Zumindest die amerikanische Version einer Episode der Sesamstraße zeigte einen 24-sekündigen, von einer Bauer-Puppe handelnden Sketch. Die 2007 erstausgestrahlte Episode 24 Minuten (24 Minutes, Staffel 18) der Zeichentrickserie Die Simpsons wurde als Parodie auf 24 angelegt. Beispielsweise werden darin die parallel stattfindenden Handlungsstränge deutlich länger als in 24 auf Splitscreens visualisiert; zudem kommt es am Episodenende zu einer Nuklearexplosion im Nachbarort. Parodiert wurde 24 zudem in der im März 2007 erstausgestrahlten Episode Hillary 2.4 (The Snuke) der 11. Staffel der Zeichentrickserie South Park.
In einem Kinowerbespot für Acer-Notebooks, der 2012 in europäischen Kinos gezeigt wurde, parodierte Kiefer Sutherland seine Rolle des Jack Bauer. Als Parodie auf 24 angelegt wurde auch ein dreiteiliger Fernseh-Werbespot für ein Funktionsgetränk des japanischen Pharmaunternehmens Ōtsuka Seiyaku; die Gage für Sutherlands Auftritte darin wurde auf 2,5 Millionen US$ geschätzt.
Fans realisierten ein Musical, das – aus zwölf Stücken bestehend – Szenen und Episoden der zweiten Staffel parodiert und zumindest im Internet veröffentlicht wurde. In Fan-Kreisen entstanden zudem etliche Scherze, zum Beispiel in Bezug auf lebensgefährliche, von Bauer überlebte Situationen. Über 100 Scherze wurden 2012 in dem Buch Die besten Chuck Norris Witze mitveröffentlicht.

### Andere
Mehrere US-Politiker erwähnten Jack Bauer in Reden vor dem Repräsentantenhaus. Der Demokrat Chaka Fattah etwa nannte ihn 2007 – während er für die Einrichtung des Domestic Nuclear Detection Office argumentierte – als Synonym für 24 und eine Serie, die der Bevölkerung die Gefahr von Nuklearwaffenangriffen vermittele. Im selben Jahr sprach sich der Republikaner Mike J. Rogers in einer Rede gegen das Gesetz zur Überwachung in der Auslandsaufklärung auf, unter anderem indem er Bauer als jemanden bezeichnete, der die US-Verfassung nicht besonders ernst nimmt.
Ein Werbespot von der politischen US-Organisation Keep America Safe, der der Bundesregierung von Barack Obama eine Mitverantwortung an dem versuchten Bombenanschlag vom 25. Dezember 2009 zuzuschreiben versucht, imitierte die für 24 typischen Splitscreens. In dem US-Spielfilm The Report (2019), der den Einsatz der „Erweiterten Verhörmethoden“ durch die CIA nach den Terroranschlägen vom 11. September 2001 thematisiert, äußert sich die Hauptfigur ablehnend über Jack Bauer. Der Song Amerikhastan, in dem es um kulturelle und religiöse Konflikte geht, auf dem Album United Abominations der Metal-Band Megadeth wurde durch 24 inspiriert.
Es entstanden zahlreiche Websites, die sich ganz der Serie widmen. Dazu zählen die Seiten jacktracker.com, die unter anderem mittels Google Maps Handlungsorte der Serie lokalisiert, und bauerkillcount.com, auf der die von Bauer Getöteten gezählt werden. 24spoilers.com widmet sich Neuigkeiten rund um die Serie. In mehreren Sprachen entstanden Wikia-Wikis speziell zu der Serie, von denen die englische Ausgabe mittlerweile über 7000 Seiten umfasst. Fans veröffentlichten zahlreiche selbstgeschriebene Kurzgeschichten, unter anderem auf fanfiction.net, der größten Website für Fan-Fiction. In Fan-Kreisen wurde Jack Bauer wegen seiner Aggressivität oft als Badass bezeichnet.

### Berichte und Entstehungsgeschichte
- Jon Cassar: 24 – Behind the Scenes. Insight Editions, San Rafael 2006, ISBN 1-933784-07-5.
- Martin Compart: Verschwörungstheoretiker. TV-Produzent Joel Surnow – der Mann hinter „Nikita“ und „24“. In: Funkkorrespondenz. Nr. 32/2004, S. 3–9.
- Rebecca Dana: Reinventing ‘24’. In: The Wall Street Journal. vom 2. Februar 2008 – Bericht über die inhaltliche Neuausrichtung zur siebten Staffel.
- Michael Goldman: 24/7 Workflow. In: Millimeter. Nr. 2 von 2007, online abrufbar bei Creative Planet Network (Hrsg.: NewBay Media), bibliografische Daten bei EBSCO Host Connection abrufbar – Produktionsbericht.
- Christopher Heard: Kiefer Sutherland – Living dangerously. Transit Publishing, Montreal 2009, ISBN 978-1-926745-55-8 (Kindle-Ausgabe).
- Jane Mayer: Whatever It Takes. The politics of the man behind “24”. In: The New Yorker. vom 19. Februar 2007.
  - Deutsche Übersetzung von Judith Arnold: “Whatever it takes” – Die Politik des Mannes hinter “24”. (PDF; 118 kB) In: Katholischer Mediendienst, Reformierte Medien (Hrsg.): medienheft, Zürich, Juni 2007.
- Alan Sepinwall: The Revolution Was Televised. The Cops, Crooks, Slingers, and Slayers Who Changed TV Drama Forever. Touchstone, New York 2013, ISBN 978-1-4767-3967-0.
  - Deutsche Übersetzung von Tom Bresemann, Christian Lux und Annette Kühn: Die Revolution war im Fernsehen, Luxbooks, Wiesbaden 2014, ISBN 978-3-939557-73-9.
- Brian Steinberg: Meet Jack Bauer’s ‘24’ Support Team: Chrysler and Sprint. In: Variety vom 25. April 2014 – Informationen über Product Placement und Sponsoring.
- 24. Alles für die Serie. Die längsten Tage des Jack Bauer. Medien Publikations- und Werbegesellschaft mbH, Hille 2009 (TV Highlights Extra Nr. 3/2009), ISBN 978-3-931608-10-1.

### Interpretationen und wissenschaftliche Veröffentlichungen
- Michael Flynn, Fabiola F. Salek (Hrsg.): Screening torture – Media Representations of State Terror and Political Domination. Columbia University Press, New York 2012, ISBN 978-0-231-15358-4.
- Desmond Manderson: Trust US Justice: '24', Popular Culture and the Law. In: Austin Sarat (Hrsg.): Imagining Legality: Where Law Meets Popular Culture, The University of Alabama Press, Tuscaloosa 2011, ISBN 978-0-8173-8571-2, S. 22–52, Vorab-Fassung vom 29. November 2009 online abgerufen am 13. April 2014.
- Lothar Mikos: Film- und Fernsehanalyse, 2. Auflage, UVK Verlagsgesellschaft, Konstanz 2008, ISBN 978-3-8252-2415-8 (UTB 2415) – mit ausführlicher Analyse der Spannungsinszenierung von 24.
- Richard Miniter (Hrsg.): Jack Bauer for President. Terrorism and Politics in 24, BenBella Books, Dallas 2008, ISBN 978-1-933771-27-4.
- Magnus Nissel: The Ever-Ticking Bomb: Examining 24’s Promotion of Torture against the Background of 9/11. In: American Studies Leipzig (Hrsg.): aspeers Nr. 3/2010, S. 37–51.
- John M. Parrish: Defining Dilemmas Down: The Case of 24. In: Passific University Library (Hrsg.): Essays in Philosophy, ISSN 1526-0569, Nr. 1, Januar 2009, 10. Jg.
- Steven Peacock (Hrsg.): Reading 24. TV Against the Clock. I.B. Tauris, London, New York 2007, ISBN 978-1-84511-329-2.
- Isabel Pinedo: Tortured logic: entertainment and the spectacle of deliberately inflicted pain in 24 and Battlestar Galactica. In: Jump Cut Nr. 52/2010.
- Marc Ouellette (Hrsg.): reconstruction: studies in contemporary culture. ISSN 1547-4348, Nr. 4/2011 (11. Jg.)
- Stacy Takacs: Terrorism TV. Popular entertainment in Post-9/11 America. University Press of Kansas, Lawrence 2012, ISBN 978-0-7006-1838-5.
- J. H. Weed, R. B. Davis; R. L. Weed: 24 and Philosophy. The World According to Jack, Blackwell Publishing, Malden 2008, ISBN 978-1-4051-7104-5.
- Michaela Wünsch: Folter und die Zeitlichkeit des Traumas im serial drama, in: Julia Bee et al. (Hrsg.): Folterbilder und -narrationen. Verhältnisse zwischen Fiktion und Wirklichkeit, Vandenhoeck & Ruprecht, Göttingen 2013, ISBN 978-3-8470-0003-7, S. 173–186.
- Slavoj Žižek: Jack Bauer and the Ethics of Urgency. In: In These Times vom 27. Januar 2006.
  - Deutsche Übersetzung von Hans-Günter Mull: Jack Bauer und die Ethik der Dringlichkeit, in: SoZ – Sozialistische Zeitung vom März 2006, S. 20, Artikel.
  - Andere Textfassung: The depraved heroes of 24 are the Himmlers of Hollywood. In: The Guardian vom 10. Januar 2006.

### Kritikenspiegel
Positiv
- Frankfurter Allgemeine Zeitung vom 9. März 2004, Nr. 58, Seite 40, von Michael Hanfeld: Jack ist wieder da
- Funkkorrespondenz, von Harald Keller:
  - Nr. 39/2003, S. 3–6: Regelverstöße. Die US-Serie „24“ bei RTL 2: Notizen zu einem veritablen Fernsehereignis
  - Nr. 10/2004, S. 7–9: Ein beschädigter Held. Meisterliche Erzählung: RTL2 zeigt die zweite Staffel der Echtzeit-Serie „24“
  - Nr. 7/2007, S. 3–7: Bleibende Eindrücke. „24“ – eine der komplexesten Serienerzählungen der Fernsehgeschichte
  - Nr. 25/2008, S. 5–10: Das Dilemma-Prinzip. Die Thrillerserie „24“ geht mit neuen Nuancen in die sechste Staffel
- the Atlantic, 24. Mai 2010, von Hampton Stevens: The Enduring Legacy of ‘24’

Eher positiv
- 20 Minuten vom 24. November 2006, von Gabriel Brönnimann: Linksrutsch bei «24»
- Variety vom 10. Januar 2007, von Brian Lowry: 24 (Memento vom 2. Mai 2014 im Internet Archive)

Gemischt
- Der Standard, von Doris Priesching:
  - 2. September 2003: 24 Stunden Fernsehparanoia
  - 9. Januar 2009: Comic-Held mit gequältem Blick
- Die Welt vom 2. September 2003, von André Mielke: Echtzeitfernsehen
- USA Today, 21. Mai 2010, von Robert Bianco: At the end of the day, Jack Bauer and ‘24’ delivered

Eher negativ
- Spiegel Online vom 2. September 2003, von Daniel Haas: Terroristen-Hatz für Verschwörungsfreaks
- Entertainment Weekly vom 25. Mai 2010, von Ken Tucker: The final ‘24’ review: The show is over. ‘Shut it down.’
- The Guardian vom 6. Juni 2010, von Charlie Brooker: Jack Bauer is no more
- The New York Times vom 24. Mai 2010, von Alessandra Stanley: After 8 Seasons, Kiefer Sutherland Hangs Up His Lethal Toys

Negativ
- taz vom 20. Juni 2008, von Uh-Young Kim: Bauer sucht Sinn